# 밀라노
밀라노(이탈리아어: Milano, 롬바르디아어: Milan, 라틴어: Mediolanum)는 이탈리아의 북부에 있는 도시로, 롬바르디아주의 주도이다. 밀라노는 이탈리아 북부의 최대 도시로, 롬바르디아 평원에 위치하고 있으며, 포강이 이 도시를 흐르고 있다. 인구는 2024년 12월 현재 136만 명이며, 광역 도시권 내에 610만 명이 거주, 면적이 1500km2에 해당된다. 시내 인구는 수도 로마 다음으로 많으며, 광역 도시권 인구는 로마를 훨씬 초과하여 이탈리아 최대의 대도시권을 형성하고 있다.
밀라노는 국제, 다국적 도시로도 불리는데, 인구의 13.9%가 외국인으로 이루어져 있다. 또한 유럽의 주요 도시이기도 한데 주요 교통수단이 밀라노를 통과하며 많은 유적지들이 남아 있고, 밀라노는 금융업이 발달하여 많은 기업들이 본사를 두었다는 점에서 유럽에서 손꼽히는 경제도시이기도 하다. 밀라노 광역권의 GDP는 토리노와 함께 이탈리아에서 가장 크며 유럽 최상위권에 속한다. 관광업에서도 손꼽히는 도시로서 방문객 규모는 이탈리아 내에서 로마 다음으로 많으며 유럽에서는 다섯번째, 세게에서는 16번째로 많다.
밀라노의 역사는 기원전 590년경 켈트족에 의해 '메델라논'이란 이름의 마을을 세운 것이 기원이다. 기원전 222년 고대 로마가 이 일대를 정복하고 도시명을 메디올라눔으로 바꾸었다. 고대 후기에 이르러서부터 서로마 제국의 수도로서 정치적 중심지로 처음 주목받았으며, 12세기~16세기에는 밀라노 공국의 수도로서 유럽에서 가장 큰 도시 중 하나이자 무역과 상업의 중심지로 거듭나는 동시에 이탈리아 르네상스를 주도하는 문화도시로서의 지위도 누렸다. 근세 시대에는 합스부르크가의 지배기를 거쳐 이탈리아 통일의 시발점이 되는 도시였으며, 20세기부터는 이탈리아의 산업 금융 수도로서의 지위를 확고히 하였다.
밀라노 대성당, 스포르체스코성, 스칼라 극장을 비롯한 건축과 미술의 오랜 중심지이다. 세계 4대 패션 수도 중 하나로서 프라다, 아르마니, 돌체앤가바나 등의 명품 브랜드의 본사가 위치한 도시이며, 밀라노 패션 위크와 밀라노 가구 박람회로 대표되는 세계적인 디자인 도시로도 명성이 높은 도시이다. 세계 박람회는 1906년과 2015년 두 차례에 걸쳐 개최하였다. 스포츠계에서 밀라노는 AC 밀란과 인터 밀란이라는 유럽 프로축구계의 상위권 구단의 연고지이며, 2026년 동계 올림픽과 2026년 동계 패럴림픽을 코르티나담페초와 함께 유치하였다.

## 역사

### 켈트와 로마 시대

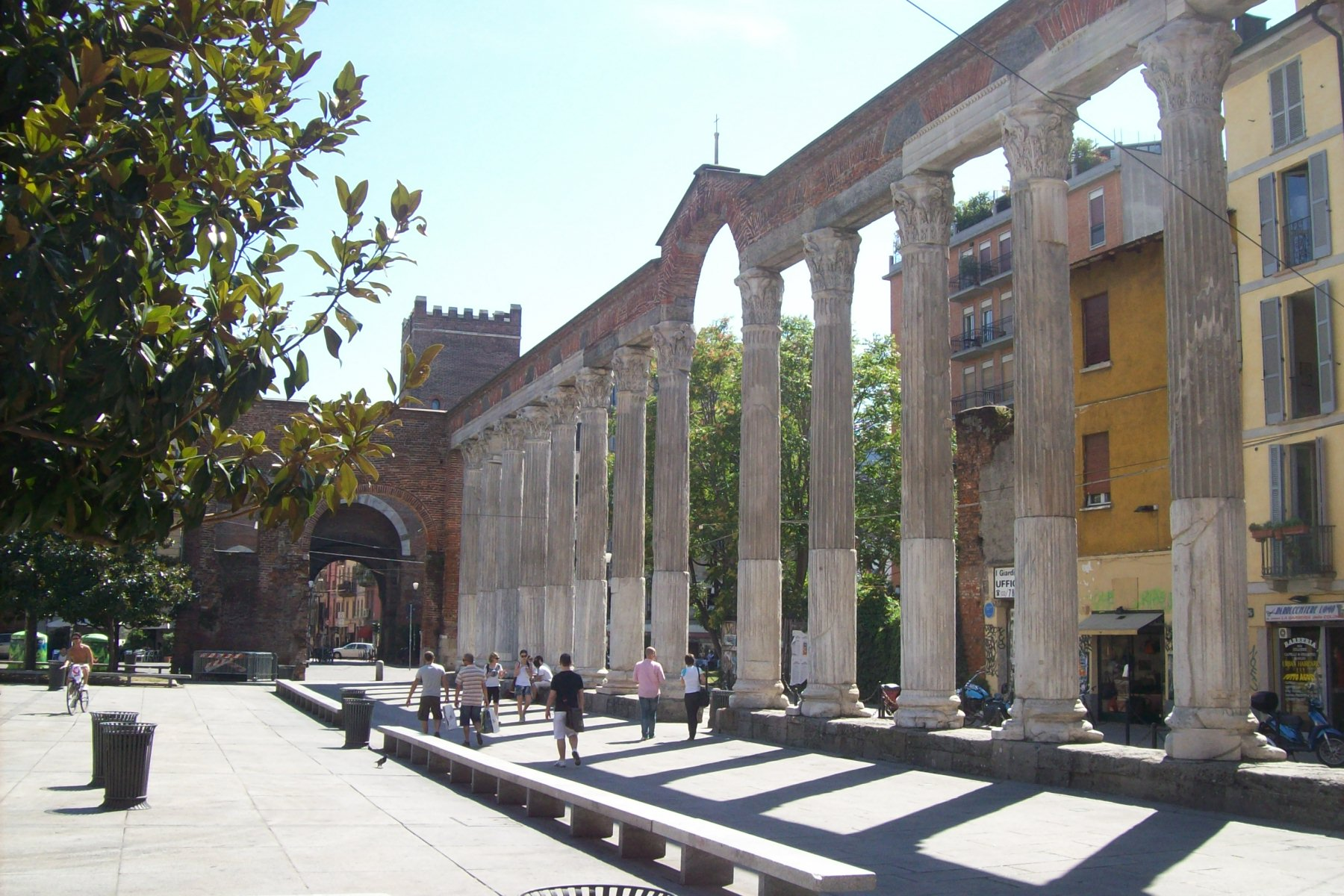
밀라노의 대표적인 고대 로마 시대 유적인 산 로렌초의 기둥

기원전 400년에 켈트족과 인스부레스족들은 밀라노와 주변지역에서 살고 있었다. 기원전 222년에 로마는 밀라노를 점령하여 메디올라눔이라고 불렀다. 로마가 점령한 지 몇 세기 후, 디오클레티아누스 황제에 의해 기원후 293년 서로마 제국의 수도로 선포하였다. 이후 디오클레티아누스는 동로마 제국으로 떠났으며 대신 막시미아누스가 황제로 임명되어 서로마 제국을 통치하기에 이르렀다. 막시미아누스는 여러 대형 건축물들을 지었는데, 그 중에 대형 서커스로 크기는 470 × 85 m(1,540 × 279 ft)에 달했으며 그 외에 여러 개의 거대한 기념비, 공중 목욕탕, 임페리얼 궁전과 같이 여러 가지 크고 복잡한 건물을 건축하였다. 이로써 밀라노는 서로마 제국의 군사, 행정, 교통, 상업의 중심지로 발달했다.
313년 2월에는 밀라노 칙령이 발표되었는데, 콘스탄티누스 1세 황제가 기독교에 대한 종교의 자유를 보장하였다. 그리해 이곳은 종교의 중심지 역할로도 한 몫 하였다. 402년 서로마 제국의 수도는 라벤나로 이전하게 된다. 50년 후(452년)에는 훈 족이 도시를 장악했다. 539년, 비잔티움 제국과 동고트족 사이에 전쟁이 일어나 밀라노는 함락을 당했고 그 와중에 도시의 시설들은 철저히 파괴된다. 569년 여름, 랑고바르드족이 이 지방을 점령해 랑고바르드 왕국을 세운다. 774년 밀라노는 샤를마뉴에 의하여 프랑크 왕국의 일부로 편입된다. 샤를마뉴는 밀라노의 중요성을 인정해 다른 식민지보다 자유도를 높이 부여했다. 이후 이 지역은 신성 로마 제국의 일부로 편입된다.

### 중세 시대
중세 시대 밀라노는 풍부한 평원을 기초로 무역의 중심지로 번영을 하였다. 그러나 당시 신성 로마 제국의 황제 프리드리히 1세는 이탈리아를 공격해 1162년 밀라노는 도시의 대부분이 파괴되며 또다시 재앙을 겪었다. 이를 계기로 롬바르디아 지방의 도시들은 동맹의 필요를 느껴 1167년 롬바르디아 동맹이 창립되고, 밀라노는 동맹의 주도적인 역할을 맡게 된다. 이후 신성 로마 제국과 롬바르디아 동맹 사이에서 전쟁이 일어났고, 결국 1183년 프리드리히 1세는 롬바르디아 동맹을 인정해줬다. 하지만 이 동맹은 공동의 적에 의해 만들어진 동맹으로 불과해 군대가 물러나자 도시들은 서로 반목하게 되었으며 당시 전쟁으로 인해 도시는 혼란 속으로 빠진다. 또한 그 전쟁 때문에 밀라노의 인구와 경제에 큰 타격을 입히고 이후 10년동안이나 전쟁이 지속됐다.
이후 1277년 비스콘티 가문이 밀라노의 영주로 추대받으며 영주에 의한 도시 통치가 시작되었다. 이들은 세력을 더욱 넓혀 인근의 많은 영역들을 통치하게 되었으며 1395년 비스콘티는 밀라노 공작위를 얻는다. 이후 비스콘티 가문은 14세기 초부터 15세기 중반까지 밀라노의 권력을 유지하였다.
1447년이 밀라노의 마지막 공작이었던 필리포 마리아 비스콘티가 후손을 남기지 못하고 죽으면서 비스콘티 가문의 영주정은 끝이나고 프란체스코 스포르차에게 권력이 넘어간다.
스포르차 가문 시기에는 경제적 성장을 바탕으로 여러 건축물이 완공되었는데 스포르체스코성과 오스페달레 마조레가 대표적이다. 스포르체스코성은 비스콘티가 시대에도 포르타 조비아성이라는 이름으로 존재하였으나 이후 지금의 규모로 확장되었다. 스포르차가는 여러 예술가들을 밀라노로 초대하여 후원하는 정책도 펼쳤다. 대표적으로 레오나르도 다 빈치는 밀라노의 운하시설인 나빌리의 기능을 재설계하고 개선시키는가 하면 최후의 만찬을 그려 남겼다. 브라만테 역시 이 시기에 밀라노로 건너와 산탐브로조 성당의 산타 마리아 프레소 산 사티로 교회와 산타 마리아 델레 그라치에 교회를 설계하여 롬바르디아 르네상스의 발달에 한몫하였다.

### 근세

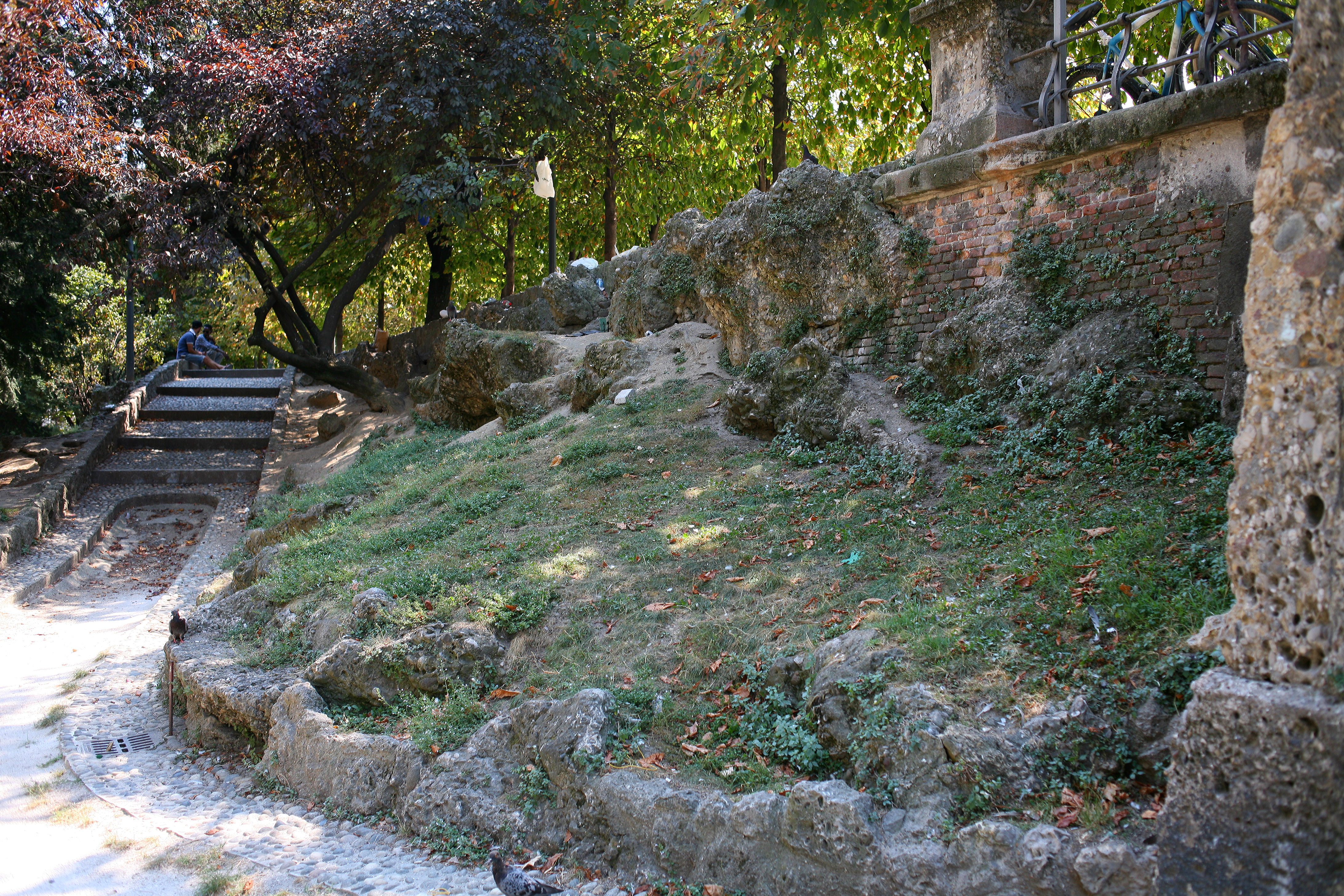
스페인군이 쌓은 밀라노의 성벽

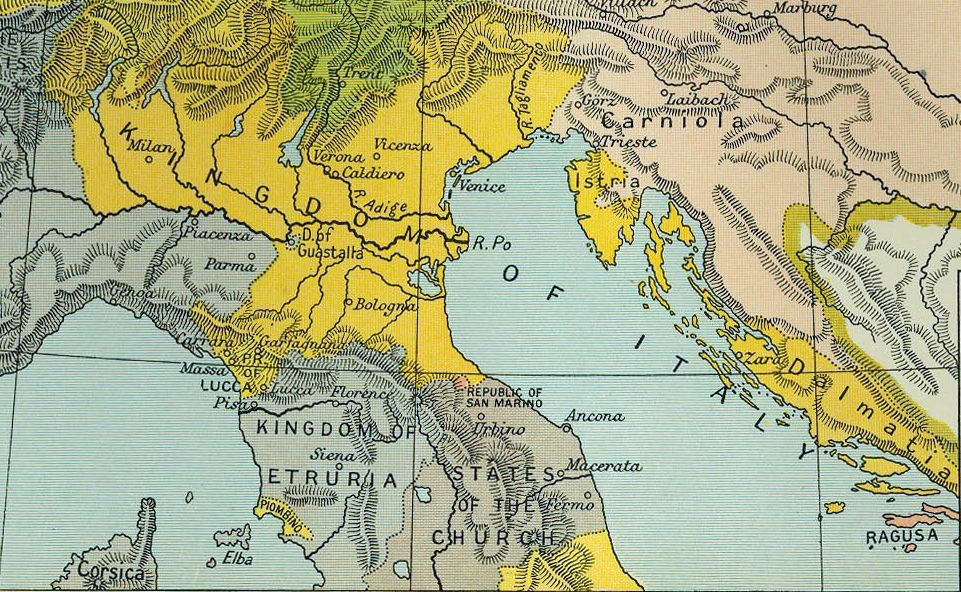
노란색으로 표시된 나폴레옹기 이탈리아 왕국의 영토. 밀라노가 수도로 표시되어 있다.

밀라노 공국 최후의 통치자였던 루도비코 스포르차는 여타 이탈리아 내 국가들과의 분쟁에 맞서 프랑스 왕국의 국왕 샤를 8세에 군사원조를 요청하였고 1494년 이탈리아 전쟁이 발발하게 되었다. 샤를 8세의 사촌 루이 도를레앙은 이탈리아 원정에 나섰다가 이탈리아 대부분 지역이 사실상 무방비 상태에 놓인 것을 파악하고, 몇년 뒤 1500년 할머니가 비스콘티가의 일원이란 사실을 이용해 밀라노 공국을 빼앗는다. 당시 밀라노는 스위스 용병이 방어하고 있었는데, 루이의 후계자 프랑수아 1세가 마리냥 전투에서 스위스군을 상대로 승리하면서 프랑수아 1세에 예속되기에 이르렀다. 1525년에는 스페인 군주국의 황제 카를 5세가 파비아 전투에서 프랑스군을 물리치면서 밀라노를 포함한 이탈리아 북부는 합스부르크가 스페인의 영토가 되었다.
1556년 카를 5세는 아들 펠리페 2세와 동생 페르디난트 1세에게 왕위를 물려주었다. 밀라노 일대의 이탈리아 북부는 펠리페 2세에게 넘어가 스페인 군주국의 영토로 남되, 카를 5세가 통치하던 신성로마제국은 페르디난트 1세의 오스트리아 합스부르크 가문이 물려받게 되었다. 1629년~1631년에는 밀라노 대역병이 발생하여 전체 도시 인구 13만 명 가운데 6만 명의 목숨을 앗아가는 전례없던 재앙으로 도시의 황폐화를 초래하였는데, 이탈리아 작가 알레산드로 만초니의 소설 《약혼자들》에서 당시의 풍경이 잘 묘사되어 있다. 이때의 역병은 만인들로부터 스페인의 가혹한 통치와 퇴폐의 결과로 여겨졌으며, 흑사병으로 시작되어 수세기에 걸친 대유행의 종지부를 찍는 사례로 여겨진다.
1700년 스페인 국왕 카를로스 2세의 사망으로 스페인 압스부르고가의 대가 끊겼다. 이에 영토계승을 놓고 프랑스와 오스트리아가 충돌하면서 1701년 스페인 왕위 계승 전쟁이 발발하였는데, 1706년 프랑스군이 라미유 전투와 토리노 전투에서 패배하면서 이탈리아 북부를 오스트리아에 넘기게 되었다. 1713년~1714년 위트레흐트 조약과 라슈타트 조약 체결로 오스트리아 합스부르크가의 이탈리아 북부 영토의 주권이 공식적으로 인정됨에 따라 롬바르디아 지방과 수도 밀라노는 오스트리아의 영토가 되었다.
1796년 프랑스의 나폴레옹 보나파르트가 이탈리아를 침공하면서 밀라노는 치살피나 공화국의 수도로 선언되었다. 이후 나폴레옹은 밀라노를 이탈리아 왕국의 수도로 선포하고 성당에서 이탈리아 국왕으로 즉위하였다. 나폴레옹이 전쟁에서 패배한 뒤 밀라노는 1815년 빈 회의를 거쳐 오스트리아의 영토로 되돌아왔다.

### 근현대

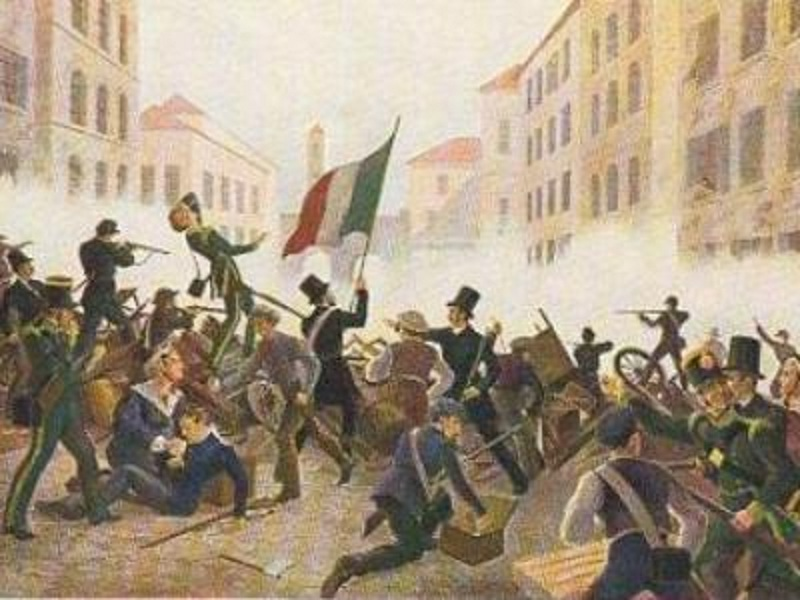
1848년 3월 오스트리아의 압제에서 벗어나고자 일어난 밀라노의 5일

1848년 3월 18일 밀라노에서 오스트리아의 통치에 대항한 반란이 일어나 야전사령관 라데츠키가 도시에서 일시 후퇴하는 사건이 벌어졌는데 이를 밀라노의 5일(이탈리아어: Le Cinque Giornate)이라 부른다. 당시 오스트리아와의 국경에 접해 있던 사르데냐-피에몬테 왕국은 반란군 보호를 위해 군사를 파견하였고, 국민투표를 실시하여 과반수의 통과로 롬바르디아 지역의 자국 편입을 비준하였다. 그러나 몇달 후 오스트리아는 군사를 새로 파견하여 7월 24일 쿠스토차 전투에서 피에몬테군을 격파하고 이탈리아 북부에 대한 주권을 재확인받았다.
10년 뒤 사르데냐 왕국의 카보우르 백작, 가리발디, 마치니 등 이탈리아 민족주의의 지도자들이 통일이라는 목표에 있어 공감대를 형성하고 국왕을 압박, 신생 프랑스 제2제국의 황제 나폴레옹 3세와 동맹을 맺어 오스트리아를 물리치고 이탈리아 신생국을 건설하고자 하였다. 1859년 프랑스-이탈리아 합동군은 오스트리아군을 콰드릴라테로라 불리는 롬바르디아 일대 사변선으로 몰아넣고 솔페리노 전투를 벌여 대승을 거뒀다. 이 전투로 밀라노와 롬바르디아 일대는 사르데냐-피에몬테 왕국에 편입되었고, 이후 이탈리아 반도의 나머지 국가들을 모두 병합하여 1861년 이탈리아 왕국의 건국을 선언하며 통일을 완수하였다.
밀라노는 이탈리아 통일 이후 북부 지역에 대한 경제적 영향력을 대폭 확대해 나갔다. 오스트리아의 후원으로 건설되기 시작한 이탈리아 북부 철도망이 빠르게 완공되어 이 지역의 교통중심지로서 거듭났고, 나아가 1882년 고트하르트 터널, 1906년 심피온 터널의 개통으로 물류와 여객수송이 집중된 남유럽의 철도 허브로 성장했다. 이는 1919년 운행을 시작한 오리엔트 급행열차의 중간기착지로 선정된 것으로도 확인된다. 또한 풍부한 수력자원을 바탕으로 철강과 섬유산업을 발전시켰고, 밀라노에 소재한 은행들이 이탈리아 금융시장을 장악하면서 이탈리아를 대표하는 금융도시가 되었다. 1898년 5월에는 치솟는 물가를 버티지 못해 벌어진 폭동을 진압하면서 많은 인명이 희생된 바바 베카리스 학살이 벌어졌다.

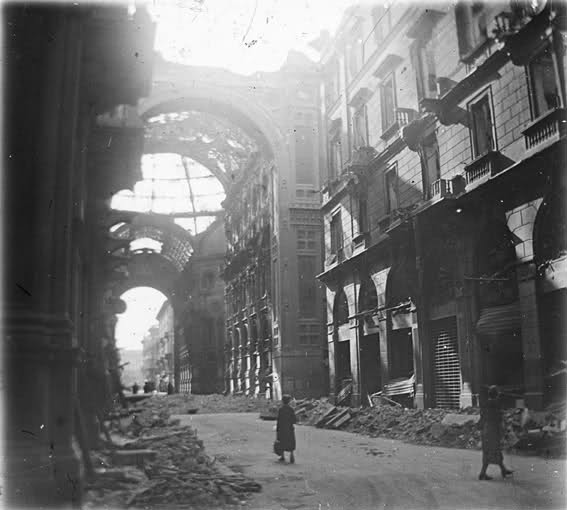
1943년 연합군의 폭격으로 파괴된 비토리오 에마누엘레 2세 갤러리아

1910년대 밀라노에서 정치와 언론 경력을 쌓았던 베니토 무솔리니는 1922년 10월 28일 밀라노 산 세폴크로 광장에서 파시스트계 군사집단인 검은 셔츠단의 첫 집회를 열었다. 이후 무솔리니는 로마 진군을 벌여 권력을 획득하고 이탈리아 파시즘 시대를 열었다. 제2차 세계 대전 시기 밀라노의 산업단지와 교통시설은 연합군의 대대적인 폭격으로 막대한 피해를 입었으며 일반 거주구역도 타격을 입었다. 1943년 이탈리아의 항복 이후 독일군은 이탈리아 북부 일대를 점령하고 약탈하였으며 이에 맞서 레지스탕스군이 대규모 게릴라전을 일으켰다. 1945년 4월 29일 미국 제1기갑사단이 밀라노로 진군하는 과정에서 이탈리아 저항군이 밀라노를 먼저 장악하고 무솔리니와 파시스트 정부 관계자, 군장교들을 처형하였다. 이들의 시신은 과거 레지스탕스군의 처형장소로 쓰였던 로레토 광장에 그대로 목매달아 내걸어졌다.
전후 경제회복기에 접어들면서 도시 재건 노력과 더불어 이탈리아의 경제 기적으로 불리는 고도성장을 타고 이탈리아 남부에서 북부로의 인구이동이 활발해졌는데 밀라노도 그 중 하나였다. 밀라노의 인구는 1951년 130만명에서 1967년 170만명으로 증가했다. 이 시기 밀라노는 빠르게 복구되는 것은 물론 벨라스카 타워, 피렐리 타워 등 근대적인 고층빌딩이 건설되며 새로운 번영의 도시로 나아갔다. 하지만 1960년대 말부터 1970년대 초까지 '납의 시대'라 불리는 혼란기에는 전례없던 거리폭력과 노동 파업, 정치테러가 빈번하였다. 그 절정은 1969년 폰타나 광장의 국립농업은행에서 벌어진 폭탄 테러로서 17명 사망, 88명 부상이라는 상흔을 남겼다.

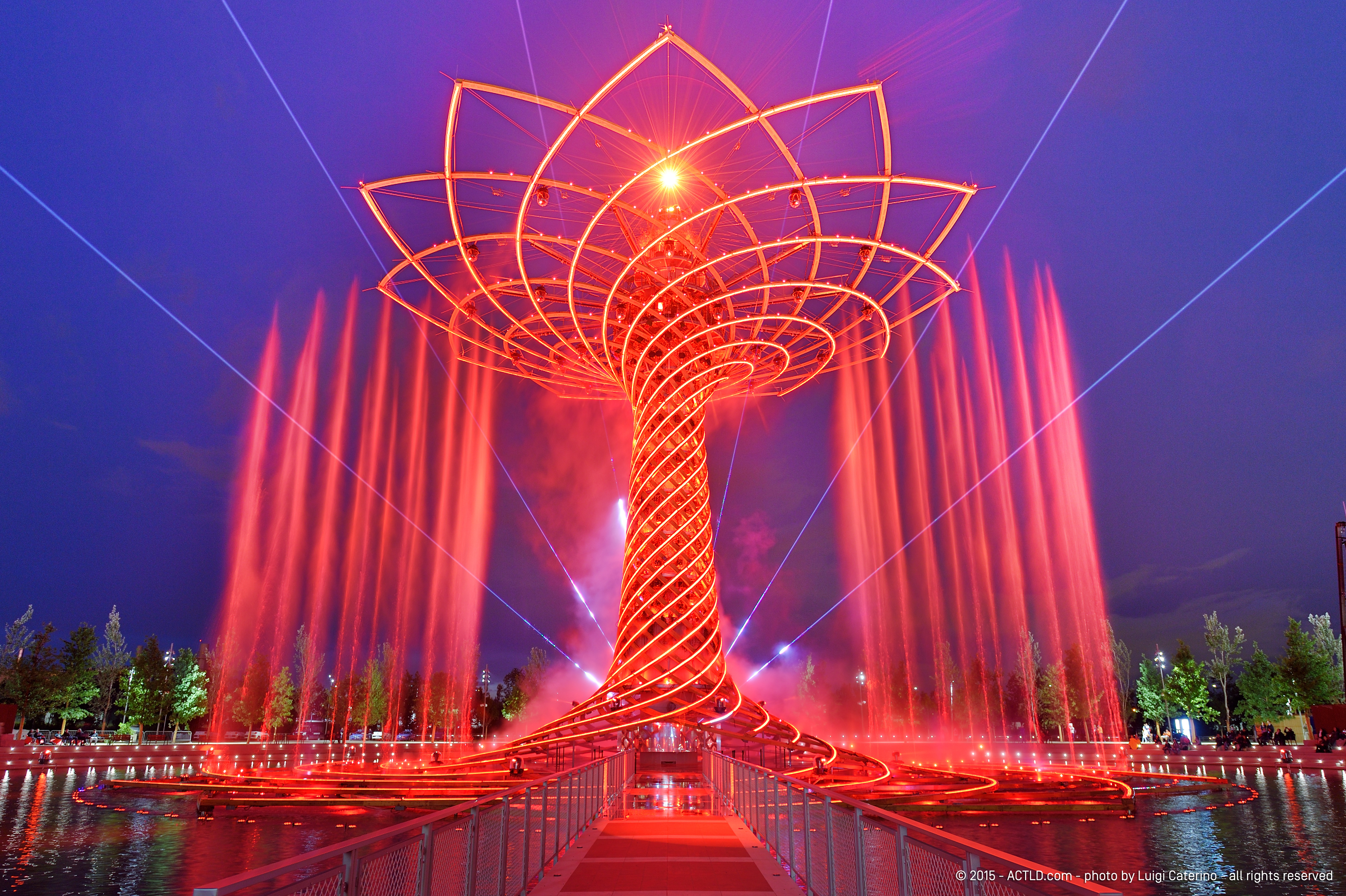
밀라노에서 개최된 2015년 세계 박람회

1980년대 아르마니, 프라다, 베르사체 등 밀라노 명품 브랜드의 국제적 성공으로 밀라노는 세계 패션의 수도로 자리잡았다. 이 시기 미국과 일본을 중심으로 외국인 관광객이 크게 증가하였으며, 증권거래소의 시가총액은 5배 이상 상승하였다. 이 시기 이탈리아 언론에서는 밀라노의 여유로운 삶을 두고 '취하는 밀라노' (Milano da bere)라는 별명을 붙이기도 했다. 1990년대에는 이탈리아를 뒤흔든 부패 스캔들인 탄젠토폴리 사건이 벌어진 도시로서 수많은 정치인과 사업가가 재판에 넘겨지는 오명을 썼다. 여기에 심각한 금융위기와 섬유, 자동차, 철강산업의 쇠퇴로 불경기의 영향을 받았다. 이 시기 베를루스코니 총리가 추진한 밀라노 2, 밀라노 3 프로젝트는 1980년대~1990년대 밀라노 주택단지 확보 정책으로서 경제사회적인 면에서 밀라노에 새로운 활기를 불어넣는 사업으로 남았다.
21세기에 접어들면서 밀라노는 옛 공업지대의 대대적인 재개발에 나섰다. 밀라노의 새로운 비즈니스지구인 포르타 누오바와 시티라이프가 이 시기에 건설되었으며, 밀라노를 대표하는 박람회장인 로 지구도 함께 조성되었다. 또한 전통적인 제조업의 사양화와 함께 출판, 금융, 은행, 패션, 디자인, 정보기술, 관광업 등 새로운 산업이 대체 성장을 꾀하였으며, 2015년 세계 박람회와 2026년 동계 올림픽 등의 국제 행사 유치에도 나서면서 국제적인 혁신도시로의 리브랜딩을 꾀하고 있다.

## 지리

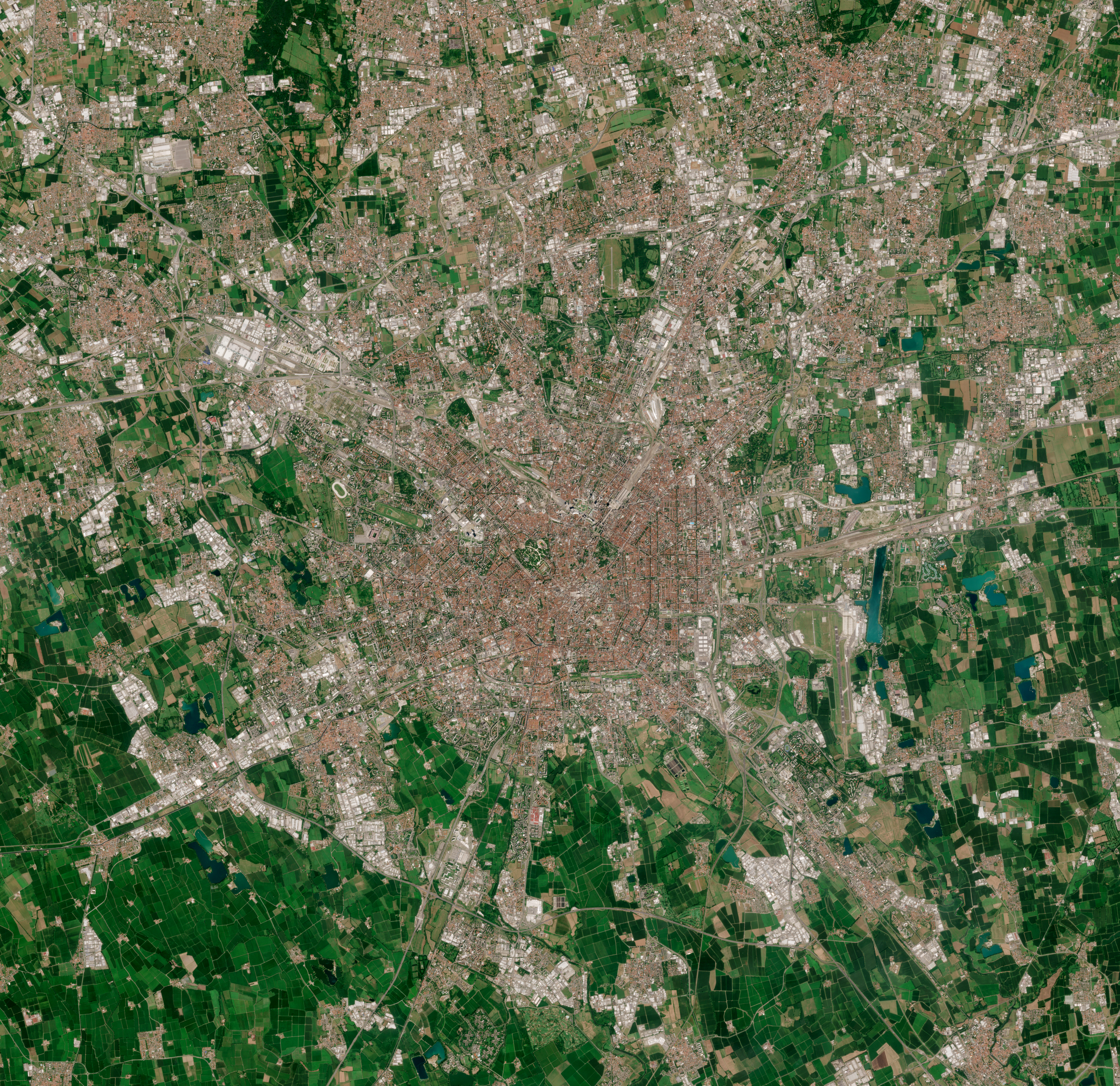
밀라노 위성 사진

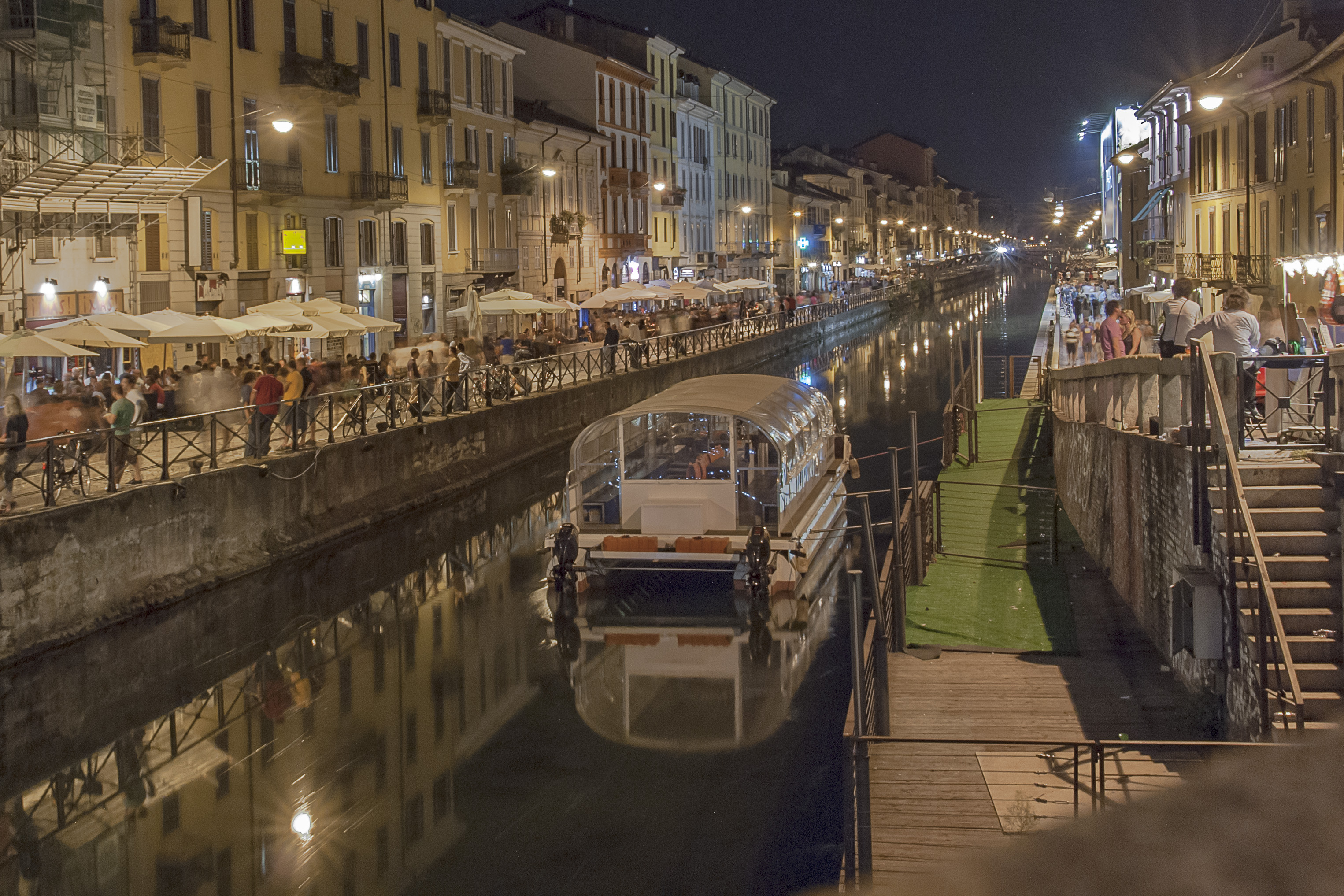
나빌리 야경

밀라노는 포 계곡의 북서쪽에 위치하고 있으며, 남쪽으로는 포강, 북쪽으로는 큰 호수(코모 호수, 마조레 호수, 루가노 호수)가 있고, 서쪽으로 티치노강, 동쪽으로 아다강이 있는 알프스 기슭의 중간 지점에 있다. 도시의 땅은 평평하며 가장 높은 지점은 해발 122m이다.
행정 구역 코무네의 면적은 약 181k㎡이고, 인구는 2013년 기준으로 1,324,169명, 인구 밀도는 k㎡당 7,315명이다. 밀라노 광역권의 면적은 1,575k㎡이며, 2015년 인구는 3,196,825명으로 추산되었으며, 그 결과 밀도는 k㎡당 2,029명이었다. 밀라노, 몬차와 브리안차, 코모, 레코 및 바레세의 일부로 구성된 광역권 지역은 너비가 1,891k㎡이고, 인구는 5,270,000명이며 밀도는 k㎡당 2,783명이다.
도심의 동심원 배치는 항해가 가능하고, 상호 연결된 고대 운하 시스템인 나빌리를 반영한다. 도시의 교외는 주로 북쪽으로 확장되어 바레세, 코모, 레코 및 베르가모로 향하는 도로를 따라 많은 공동체를 삼켰다.

### 기후
쾨펜 기후 구분에 따르면 밀라노는 중위도의 4계절 온난 습윤 기후(Cfa)를 특징으로 한다. 밀라노의 기후는 덥고 습한 여름과 춥고 안개가 자욱한 겨울이 있는 북부 이탈리아 내륙 평야의 대부분과 유사하다. 알프스와 아펜니노산맥은 북유럽과 바다에서 오는 주요 순환로부터 도시를 보호하는 자연적인 장벽을 형성한다.
겨울에는 일일 평균 기온이 영하(0 °C) 아래로 떨어질 수 있고, 눈이 쌓일 수 있다. 밀라노 지역의 역사적 평균은 1961년에서 1990년 사이의 기간 동안 25cm이다. 1985년 1월에 90cm를 기록했다. 교외 지역에서는 평균이 36cm에 도달할 수 있다. 이 도시는 연간 평균 7일의 눈을 내린다.
도시는 종종 겨울 동안 짙은 구름이나 안개에 가려지지만, 남부 지역에서 논이 제거되고, 도시 열섬 효과가 최근 수십 년 동안 이러한 발생을 줄였다. 때때로 푄 바람으로 인해 온도가 예기치 않게 상승한다. 2012년 1월 22일에는 일일 최고 기온이 16 °C에 도달했고, 2012년 2월 22일에는 21 °C에 도달했다. 대기오염 수준은 추운 공기가 토양에 달라붙는 겨울철에 크게 증가하여 밀라노를 유럽에서 가장 오염된 도시 중 하나로 만든다.

밀라노의 여름은 덥고, 습도 수준이 높으며, 최고 온도는 35 °C 이상이다. 높은 습도, 도시 열섬 효과와 바람 부족으로 인해 여름철에는 야간에 종종 후덥지근하다. 일반적으로 여름은 평균 일광이 13시간 이상인 맑은 하늘을 즐긴다. 그러나 비가 내리면, 뇌우와 우박이 동반될 가능성이 더 크다. 봄과 가을은 일반적으로 쾌적하며 온도 범위는 10~20 °C이다. 이 계절은 특히 4월과 5월에 더 높은 강우량이 특징이다. 상대 습도는 일반적으로 일년 내내 45%(편안함)에서 95%(매우 습함) 사이이며, 드물게 27%(건조) 아래로 떨어지고, 100%까지 도달한다. 바람은 일반적으로 고요한 편에 속하다. 연중 일반적인 풍속은 0에서 14km/h(고요한 바람에서 부드러운 산들바람)로 다양하며, 바람이 강하게 불 수 있는 여름 뇌우 동안을 제외하고, 29km/h(신선한 바람)를 거의 초과하지 않는다. 봄에는 알프스에서 부는 트라몬테인이나 북쪽에서 보라와 같은 바람이 부는 강풍과 같은 폭풍이 발생할 수 있다. 삼면이 산으로 둘러싸인 지리적 위치로 인해 밀라노는 유럽에서 바람이 가장 덜 부는 도시 중 하나이다.
| 밀라노 (리나테 공항)의 기후                                          | 밀라노 (리나테 공항)의 기후 | 밀라노 (리나테 공항)의 기후 | 밀라노 (리나테 공항)의 기후 | 밀라노 (리나테 공항)의 기후 | 밀라노 (리나테 공항)의 기후 | 밀라노 (리나테 공항)의 기후 | 밀라노 (리나테 공항)의 기후 | 밀라노 (리나테 공항)의 기후 | 밀라노 (리나테 공항)의 기후 | 밀라노 (리나테 공항)의 기후 | 밀라노 (리나테 공항)의 기후 | 밀라노 (리나테 공항)의 기후 | 밀라노 (리나테 공항)의 기후 |
| 월                                                                   | 1월                         | 2월                         | 3월                         | 4월                         | 5월                         | 6월                         | 7월                         | 8월                         | 9월                         | 10월                        | 11월                        | 12월                        | 연간                        |
| -------------------------------------------------------------------- | --------------------------- | --------------------------- | --------------------------- | --------------------------- | --------------------------- | --------------------------- | --------------------------- | --------------------------- | --------------------------- | --------------------------- | --------------------------- | --------------------------- | --------------------------- |
| 역대 최고 기온 °C (°F)                                               | 21.7 (71.1)                 | 23.8 (74.8)                 | 26.9 (80.4)                 | 32.4 (90.3)                 | 35.5 (95.9)                 | 36.6 (97.9)                 | 37.2 (99.0)                 | 39.3 (102.7)                | 33.2 (91.8)                 | 28.2 (82.8)                 | 25.5 (77.9)                 | 24.5 (76.1)                 | 39.3 (102.7)                |
| 일평균 최고 기온 °C (°F)                                             | 7.3 (45.1)                  | 10.0 (50.0)                 | 15.5 (59.9)                 | 19.3 (66.7)                 | 23.9 (75.0)                 | 28.1 (82.6)                 | 30.7 (87.3)                 | 29.9 (85.8)                 | 25.5 (77.9)                 | 19.0 (66.2)                 | 12.4 (54.3)                 | 7.4 (45.3)                  | 19.1 (66.3)                 |
| 일일 평균 기온 °C (°F)                                               | 3.2 (37.8)                  | 5.2 (41.4)                  | 9.9 (49.8)                  | 13.8 (56.8)                 | 18.5 (65.3)                 | 22.7 (72.9)                 | 25.1 (77.2)                 | 24.4 (75.9)                 | 19.9 (67.8)                 | 14.4 (57.9)                 | 8.7 (47.7)                  | 3.9 (39.0)                  | 14.1 (57.5)                 |
| 일평균 최저 기온 °C (°F)                                             | −0.4 (31.3)                 | 0.6 (33.1)                  | 4.4 (39.9)                  | 8.4 (47.1)                  | 12.8 (55.0)                 | 17.2 (63.0)                 | 19.3 (66.7)                 | 18.8 (65.8)                 | 14.9 (58.8)                 | 10.2 (50.4)                 | 5.3 (41.5)                  | 0.6 (33.1)                  | 9.3 (48.8)                  |
| 역대 최저 기온 °C (°F)                                               | −15.0 (5.0)                 | −15.6 (3.9)                 | −7.4 (18.7)                 | −2.5 (27.5)                 | −0.8 (30.6)                 | 5.6 (42.1)                  | 8.4 (47.1)                  | 8.0 (46.4)                  | 3.0 (37.4)                  | −2.3 (27.9)                 | −6.2 (20.8)                 | −13.6 (7.5)                 | −15.6 (3.9)                 |
| 평균 강수량 mm (인치)                                                | 35.9 (1.41)                 | 38.2 (1.50)                 | 42.2 (1.66)                 | 57.7 (2.27)                 | 70.3 (2.77)                 | 67.4 (2.65)                 | 44.2 (1.74)                 | 82.2 (3.24)                 | 73.4 (2.89)                 | 82.0 (3.23)                 | 112.4 (4.43)                | 45.8 (1.80)                 | 751.7 (29.59)               |
| 평균 강수일수 (≥ 1.0 mm)                                             | 4.7                         | 4.5                         | 5.4                         | 7.2                         | 8.4                         | 6.6                         | 4.5                         | 5.5                         | 5.1                         | 6.6                         | 8.3                         | 5.7                         | 72.5                        |
| 평균 상대 습도 (%)                                                   | 78.9                        | 73.6                        | 68.0                        | 67.7                        | 67.2                        | 66.9                        | 66.2                        | 67.4                        | 70.0                        | 76.5                        | 81.0                        | 81.8                        | 72.1                        |
| 평균 월간 일조시간                                                   | 91.4                        | 108.5                       | 170.0                       | 178.4                       | 212.3                       | 247.6                       | 293.2                       | 237.6                       | 179.3                       | 116.5                       | 73.3                        | 67.1                        | 1,975.2                     |
| 출처 1: 미국 해양대기청 (평년값: 1991년~2020년, 극값: 1946년~현재)   |                             |                             |                             |                             |                             |                             |                             |                             |                             |                             |                             |                             |                             |
| 출처 2: Istituto Superiore per la Protezione e la Ricerca Ambientale |                             |                             |                             |                             |                             |                             |                             |                             |                             |                             |                             |                             |                             |

## 정치

밀라노 9개의 행정구역

현 밀라노 시장은 2016년 6월 20일 취임한 주세페 살라이다. 지역의회로는 밀라노 시의회를 두고 있다.
밀라노는 롬바르디아주의 주도로 현재 총 9개의 구로 나뉘어 있으며 1999년 이전에는 20개의 구역으로 되어 있었다. 그러나 1999년 정부는 9개의 구역으로 수를 줄이기로 결정했다.

## 인구통계
공식 이탈리아 통계 기관인 ISTAT에 따르면 2018년 12월 31일 현재 밀라노시의 공식 추정 인구는 1,378,689명으로, 2011년 인구조사에서 136,556명 또는 약 11% 증가했다. 같은 날짜에 3,250,315명이 밀라노 지방급 지자체에 살았다. 오늘날 밀라노의 인구는 역사적 정점보다 적다. 전후의 급속한 산업화와 함께 밀라노의 인구는 1973년에 1,743,427명으로 정점을 찍었다. 그 후 수십 년 동안 인구의 약 3분의 1이 교외의 외곽 지대와 도시 주변으로 새로운 위성 정착지로 이주했다.
밀라노는 파리 다음으로, 유럽에서 두 번째로 큰 극동 아시아인 공동체의 본거지이며 필리핀과 중국인이 외국인의 약 4분의 1을 차지한다. (2015년 기준 250,000명 중 약 70,000명)
오늘날 밀라노의 교외는 도시 본연의 경계와 특별 지위를 가진 지방 당국의 경계를 훨씬 넘어 확장된다. 인접 도시 지역은 2015년에 5,270,000명의 거주지였으며, 광역권 지역은 이탈리아에서 가장 큰 규모이다. 그리고 EU에서 네 번째로 큰 이 도시는 820만 명 이상의 인구가 있는 것으로 추정된다.

### 외국인 주민
2019년 기준 거주자 출신지
2019년 기준으로 약 277,773명의 외국인 거주자가 밀라노에 거주하고 있으며, 이는 전체 거주 인구의 19.9%를 차지한다. 이 수치는 이민자 인구가 지난 15년 동안 두 배 이상 증가했음을 시사한다. 제2차 세계 대전 이후 밀라노는 두 차례의 큰 이민 물결을 겪었다. 두 번째는 1980년대 후반부터 시작하여 외국 태생 이민자들이 우세한 것이 특징이다. 초기 시기는 소위 이탈리아의 전후 경제 기적과 일치하며, 급속한 산업 확장과 대규모 공공사업을 기반으로 한 비정상적 성장의 시대로, 주로 농촌과 저개발 남부 이탈리아에서 400,000명 이상의 인구가 도시로 유입되었다. 지난 30년 동안 인구에서 외국 태생의 비율이 급증했다. 이민자들은 주로 아프리카(특히 에리트리아, 이집트, 모로코, 세네갈, 나이지리아)와 동유럽의 이전 사회주의 국가(특히 알바니아, 루마니아, 우크라이나, 마케도니아, 몰도바, 러시아)에서 유입되었으며, 그 수가 증가하고 있다. 아시아인(특히 중국인, 스리랑카인, 필리핀인)과 라틴 아메리카인(주로 남미인)이 대세를 이룬다. 1990년대 초 밀라노에는 이미 약 58,000명(당시 인구의 4%)의 외국 태생 거주자가 있었고, 2010년 말에는 117,000명 이상(전체의 약 9%)으로 급격히 증가했다.
수십 년 동안 계속된 많은 이민자들로 인해 이 도시는 이탈리아에서 가장 국제적이고, 다문화적인 도시가 되었다. 밀라노는 특히 2011년에 거의 21,000명의 인구를 가진 이탈리아에서 가장 오래되고 가장 큰 중국인 공동체를 유지한다. 9구에 위치한 중요한 상업 거리인 파올로 사르피 거리를 중심으로 하는 밀라노 차이나타운은 원래 1920년대에 저장성 원청현 출신의 이민자로 소규모 직물과 가죽 작업장을 운영했다. 밀라노에는 또한 상당한 영어 사용자 공동체(3,000명 이상의 미국, 영국과 호주 국외 거주자)가 있고, 여러 곳의 영어 학교와 헬로 밀라노(Hello Milano), 웨어 밀라노(Where Milano), 이지 밀라노(Easy Milano)와 같은 언어 출판물을 출간했다.

### 종교
밀라노의 인구는 이탈리아 전체와 마찬가지로 대부분이 가톨릭 신자이다. 밀라노 대교구가 자리한 곳이다. 밀라노 광역권은 또한 개신교, 동방정교회, 유대교, 이슬람교, 힌두교, 시크교 및 불교 공동체의 고향이다.
밀라노는 로마 제국 말기부터 기독교인이 많은 도시였다. 그 종교사는 성 암브로시우스의 특징으로 구분되었는데, 그의 유산에는 밀라노 대교구의 대부분에서 약 5백만 명의 가톨릭 신자들이 사용하는 암브로시오 전례(Rito ambrosiano)이 포함되어 있다. 이것은 유럽에서 가장 큰 규모이다. 이 예식은 미사, 전례 연도(사순절은 로마 예식보다 4일 늦게 시작), 세례, 장례 예식, 사제 복장, 신성음악(그레고리우스 말고 암브로시오 성가를 예식에 사용) 등의 다양한 절차를 가진다.
또한 이 도시는 이탈리아에서 가장 큰 정교회 공동체가 있는 곳이다. 롬바르디아에는 적어도 78개의 정교회 본당과 수도원이 있으며, 대부분이 밀라노 지역에 있다. 밀라노의 주요 루마니아 정교회는 가톨릭 승리의 성모 마리아 교회(Chiesa di Santa Maria della Vittoria)로, 현재 루마니아 지역 사회에 사용하도록 허가되었다. 유사하게, 러시아 정교회 추종자들의 기준점은 파스퀴롤로에 있는 산 비토 가톨릭 교회이다.
밀라노의 유대인 공동체는 이탈리아에서 로마 다음으로 두 번째로 크며, 주로 세파르디를 비롯한 약 10,000명의 회원이 있다. 주요 도시 회당인 헤찰 다비드 u-모르데차이 사원은 건축가 루카 벨트라미가 1892년에 지었다.
밀라노는 또한 이탈리아에서 가장 큰 무슬림 공동체 중 하나를 가지고 있으며, 도시는 1300년에 루세라의 고대 모스크가 파괴된 이후로 돔과 첨탑이 있는 이탈리아 최초의 새로운 모스크를 건설했다. 2014년 북부동맹 등 우익 정당들이 강력히 반대하는 가운데 시의회는 정치적 논쟁이 첨예한 새 모스크 건립에 합의했다.
현재 밀라노 대도시 지역의 힌두교와 시크교도에 대한 정확한 통계는 제공되어 있지 않다. 그러나 다양한 출처에 따르면 이탈리아에 거주하는 전체 인도 인구의 약 40% 또는 약 50,000명이 롬바르디아에 거주하며, 많은 힌두교 사원과 시크교 사원이 존재하고 영국에 이어 유럽에서 가장 큰 공동체를 형성하는 곳이다.

## 건축

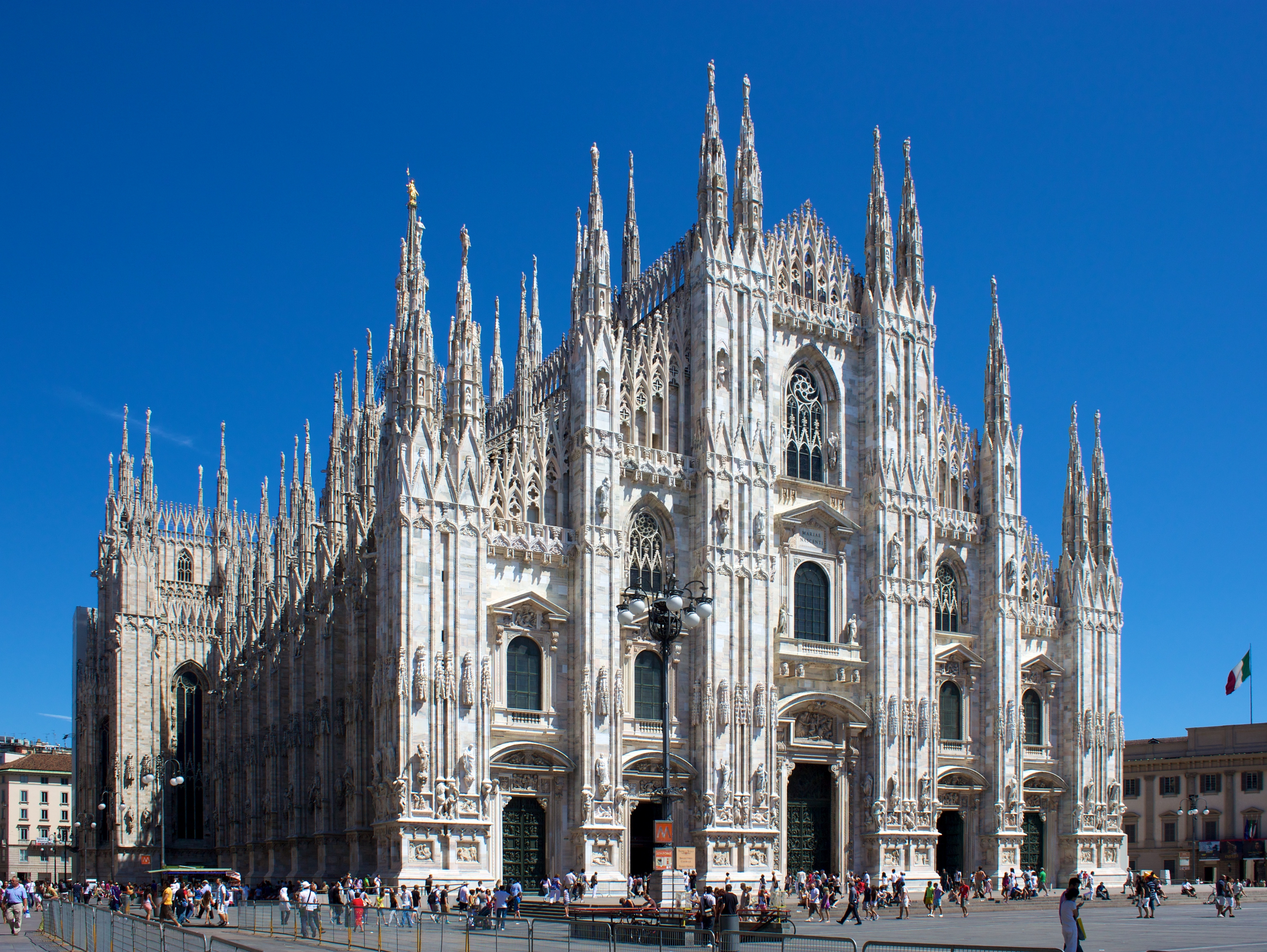
밀라노 대성당은 이탈리아에서 가장 큰 성당이자 세계에서 세 번째로 큰 성당이다.

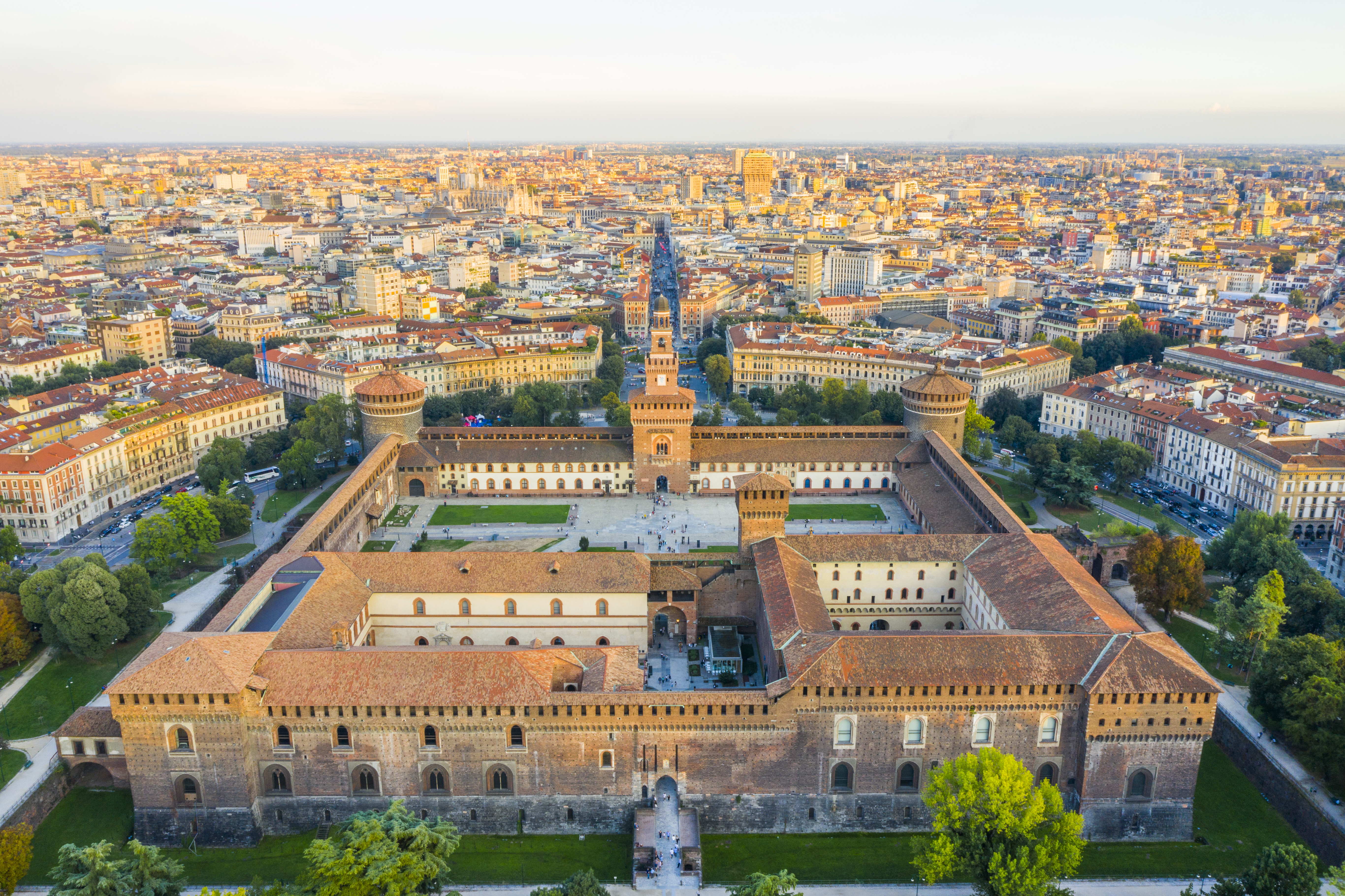
중세 시대부터의 역사가 전해지는 스포르체스코성의 전경

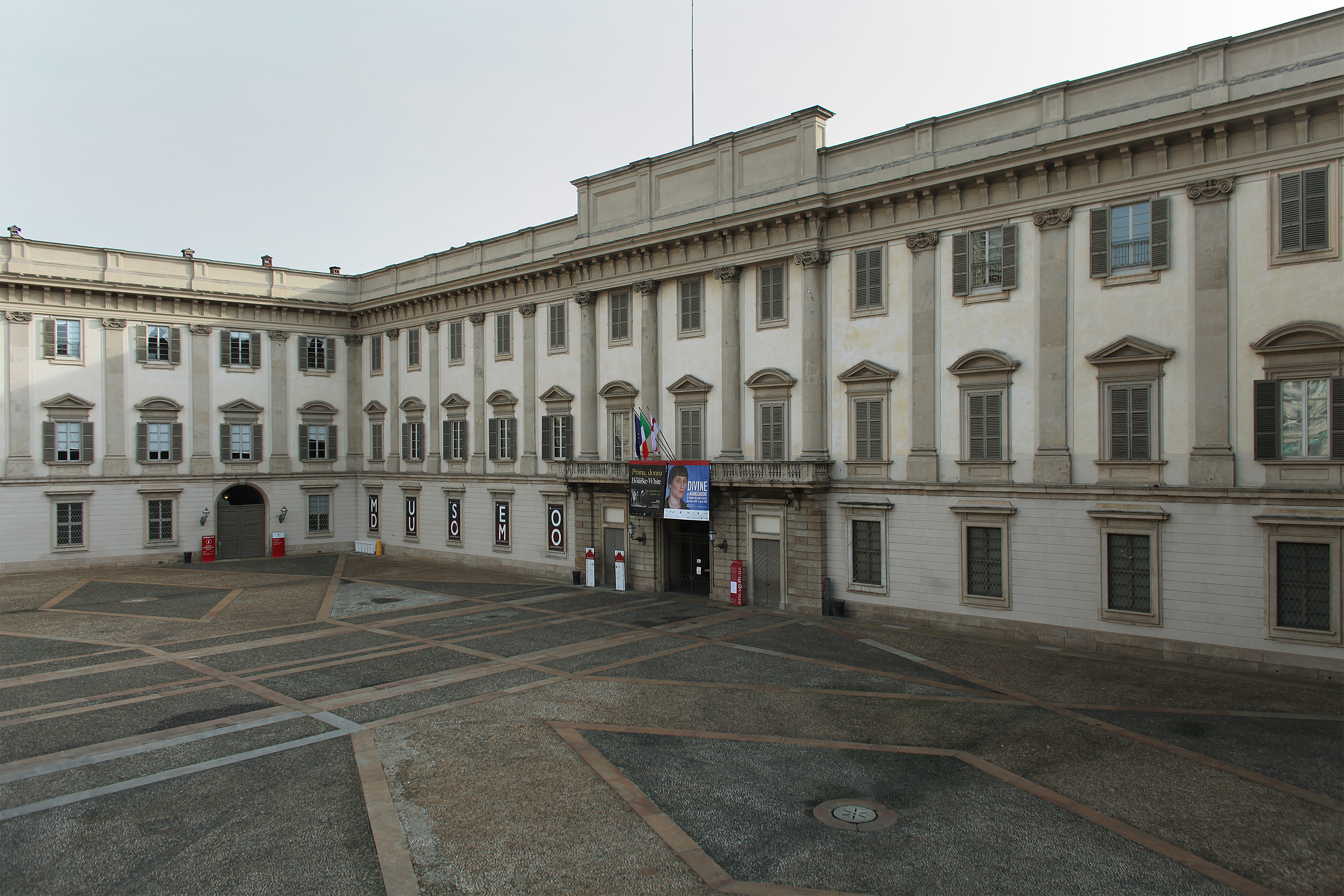
수세기 동안 정부청사로 사용되어 왔던 밀라노 왕궁

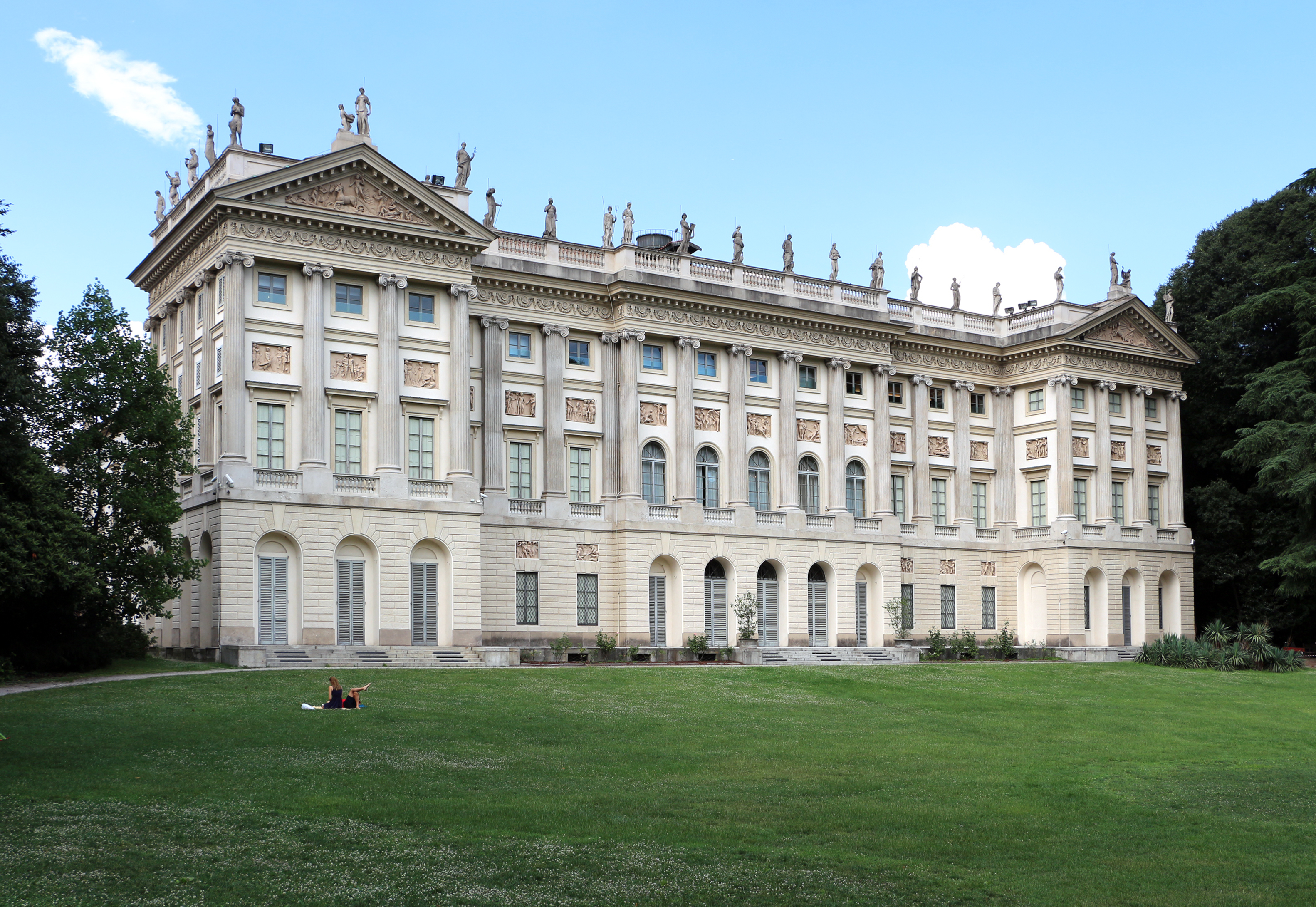
롬바르디아의 신고전주의 건축 양식의 정수를 보여주는 밀라노 왕실 별장

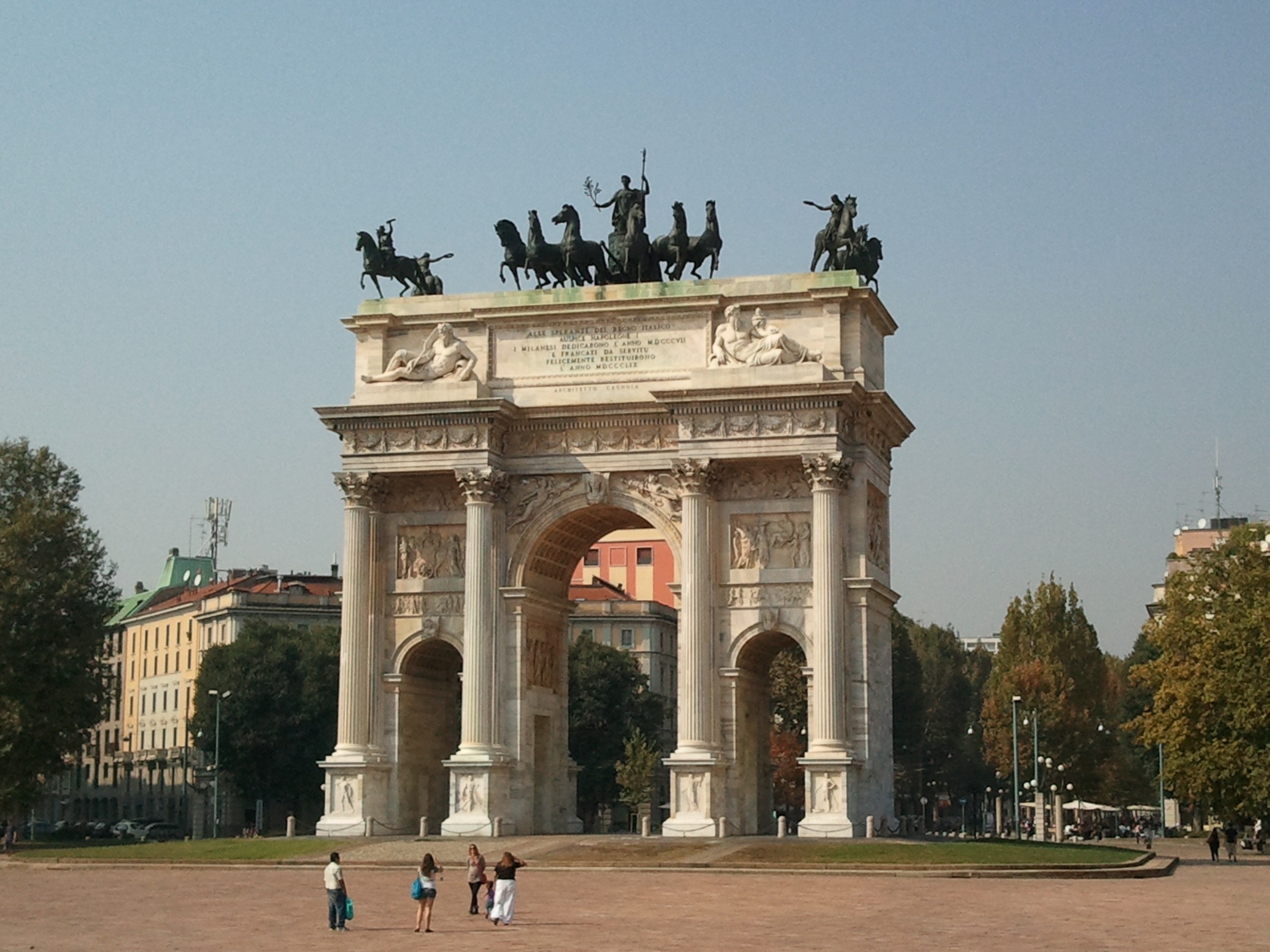
포르타 셈피오네

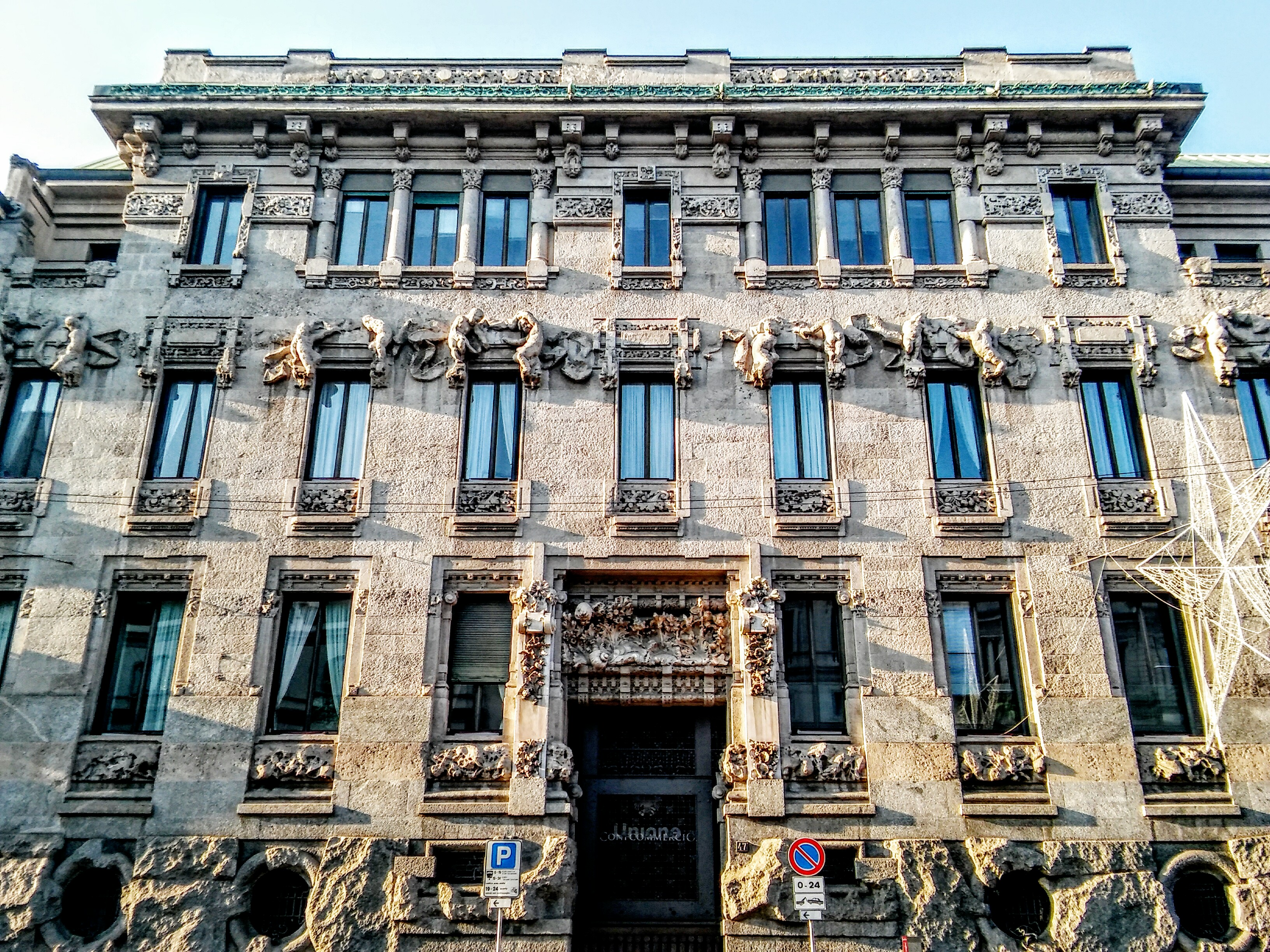
카스틸리오니궁

### 역사
밀라노의 건축은 롬바르디아 지방의 수도로서의 매력을 더하고 있으며, 이탈리아에서도 건축사의 한 순간들이 하나씩 모여 밀집해 있는 대표적인 도시로 볼 수 있다. 밀라노는 건축사의 발전에 공헌하였을 뿐만 아니라 근대미술 운동의 요람지이기도 하였다.
밀라노에서 고대 로마 시대의 유적은 남아 있는 것이 적지만 그 중에서도 잘 보존된 것으로 유명한 사례는 산 로렌초 기둥이 있다. 4세기 말 밀라노의 주교였던 암브로시우스는 각 성문마다 대성당을 세워 도시 구조에 대대적인 변화를 가했는데, 산탐브로조 성당, 산 나자로 인 브롤로 성당, 산 심플리차노 성당, 산테우스트로조 성당이 이 때 지어진 것이다. 산테우스트로조 성당은 수세기 동안의 변화를 거쳐 밀라노의 대표적인 교회로서 현재까지 전해지고 있다. 밀라노를 상징하는 밀라노 대성당은 1386년~1877년에 지어져 이탈리아 내에서 가장 큰 성당이자 (성 베드로 대성전은 바티칸 시국 내 위치), 세계에서 세번째로 큰 성당으로 기록되어 있으며, 이탈리아 고딕 건축의 대표적인 예시로 평가받고 있다. 1774년에는 밀라노 대성당 최정상부에 성모 마리아 동상이 세워져 밀라노의 오랜 상징 중 하나가 되었다.
15세기 스포르차 가문 통치기에는 과거 비스콘티 가문의 요새를 증축하고 성벽으로 둘러 르네상스 시대에 걸맞은 우아한 궁정으로서 탈바꿈시켰는데 이것이 지금의 스포르체스코성이다. 당시 건축에 참여한 인물로는 거대한 중앙 입구탑을 건설한 피렌체 출신의 필라레테, 군사전문가 바르톨로메오 가디오 등이 있다. 밀라노의 프란체스코 1세 스포르차와 피렌체의 코시모 데 메디치 간의 동맹관계로 밀라노에는 토스카나 지방의 르네상스 건축이 전래되었는데 이는 공공병원인 오스페달레 마조레와 도나토 브라만테의 건축 (산타 마리아 프레소 산 사티로 교회, 산타 마리아 델레 그라치에 교회,산탐브로조 교회의 회랑)에서 잘 드러난다. 16세기~17세기 종교 개혁과 더불어 스페인 군주국이 밀라노를 통치하면서부터는 성 카를로 보로메오와 그 사촌 페데리코 보로메오 추기경이 밀라노 시민들에게 도덕적 규범을 가르치는 동시에 프란체스코 마리아 리키니의 설계로 암브로시아나 도서관을 건설하는 등 밀라노의 문화수준을 높이고자 하였다. 이 시기 리키니를 비롯해 펠레그리노 티발디, 갈레아초 아레시 등의 건축가들이 여러 유명 성당과 바로크 양식의 별장을 지었다.
18세기 오스트리아 합스부르크가의 여제 마리아 테레지아는 밀라노의 풍경을 개선시키려는 변화를 가져왔다. 이 시기 도시 재개발과 예술의 발달로 1778년 스칼라 극장이 설립되고 밀라노 왕궁을 재건축하는 과정이 이루어졌다. 18세기 말에는 주세페 피에르마리니의 벨조이오소궁과 레오폴도 폴라크의 밀라노 왕실 별장이 세워져 훗날 오스트리아 부왕의 정식 왕궁으로 사용되기도 하였는데 현재까지도 롬바르디아 지방 최고의 신고전주의 건축으로 꼽힌다. 1805년~1814년 나폴레옹 통치기에는 밀라노가 프랑스의 위성국인 이탈리아 왕국의 수도로 선포되면서 그에 걸맞게 밀라노의 풍경을 개선시키려는 노력이 이어졌다. 그 일환으로 대로와 광장 (루이지 카뇰라의 포르타 티치네세, 조반니 안토니오 안톨리니의 포로 보나파르테)을 조성하고 브레라 미술관과 브레라 아카데미 등의 문화기관을 신설하였다. 셈피오네로의 하단에 위치한 대형 아치문인 포르타 셈피오네는 프랑스 파리의 에투알 개선문과 종종 비견되는 밀라노의 상징이다.
19세기 말에는 신생 이탈리아 왕국의 주요 산업도시로서 빠르게 부상하였으며, 제2차 산업 혁명에 즈음하여 유럽의 대표 도시의 풍경으로부터 영감을 받아왔다. 대표적으로 1865년~1877년 비토리오 에마누엘레 2세 국왕에 헌정하기 위해 지어진 주세페 멘고니 설계의 비토리오 에마누엘레 2세 갤러리아가 있으며, 런던의 벌링턴 아케이드를 참고하여 유리와 강철주물로 된 지붕으로 통행로를 덮은 구조물을 선보였다. 1923년~1931년 지어진 갈레리아 델 코르소 등 다른 아케이드 건물들도 이를 보완하고 있다. 19세기 말 밀라노의 또다른 절충주의 건축물로는 1863년~1866년 신로마네스크 양식으로 지어진 치미테로 모누멘탈레 묘지가 있다.
20세기 초의 격동기를 지나며 밀라노에도 한발 앞서 나아가는 혁신적인 건축물이 들어섰다. 이탈리아의 아르누보 양식이 밀라노에 구현된 사례로는 건축가 주세페 솜마루가가 설계하여 1903년 완공된 카스틸리오니궁이 대표적이며, 오텔 코르소, 카사 구아초니의 조철과 계단도 이에 해당된다. 여기에 밀라노의 전통적인 아르누보 양식에 신로마네스크와 고딕 복고건축을 접목시킨 마지막 사례로 평가받는 베리메레갈리 저택도 예시로 들 수 있다. 1910년대 신중세 양식으로 지어진 카스텔로 코바 (Castello Cova) 등의 사례는 과거의 건축 트렌드를 불러일으키면서도 새롭고 절충적인 형태의 건물이라는 평가를 받는다. 아르데코 건축의 경우 파시스트 건축과도 맞물린 사례로서 1931년 지어진 밀라노 첸트랄레역이 대표 사례로 꼽힌다.
제2차 세계 대전 이후 급격한 재건사업과 고도성장으로 밀라노의 인구도 두 배 이상 급증하였다. 이에 1950년대와 1960년대에는 신규 주택단지와 상권에 대한 수요가 증가하여 도시개발도 급격히 이루어졌다. 이 시기 밀라노에서는 1958년 벨라스카 타워, 1960년 피렐리 타워, 밀라노 위성도시의 주택개발, 저가 공공주택 건설사업 등 밀라노 건축사의 중요한 사례들이 기록되었다. 또한 최근 수년 간 탈산업화와 젠트리피케이션으로 인해 옛 산업단지의 대대적인 도시재생사업이 이루어졌는데, 특히 밀라노 도심의 포르타누오바와 밀라노 교외의 로 시에 위치한 피에로밀라노 등 현대적인 주택지구와 금융지구 조성 사례가 꼽힌다. 여기에 밀라노의 옛 전시회장을 시티라이프 (Citylife)라는 이름으로 재개발 프로젝트를 진행하여 주거단지와 박물관, 도심 공원과 고층빌딩을 조성하였는데, 고층빌딩의 경우 설계자의 명칭을 따서 이소자키 아라타 빌딩 (202m로 이탈리아 최고층 건축물), 하디드 타워, 리버스킨트 타워로 명명하였다. 오늘날 밀라노의 스카이라인은 밀라노 북동부의 포르타누오바 지구와 북서부의 시티라이프 지구에 들어선 고층건물이 지배하고 있다.

### 공원

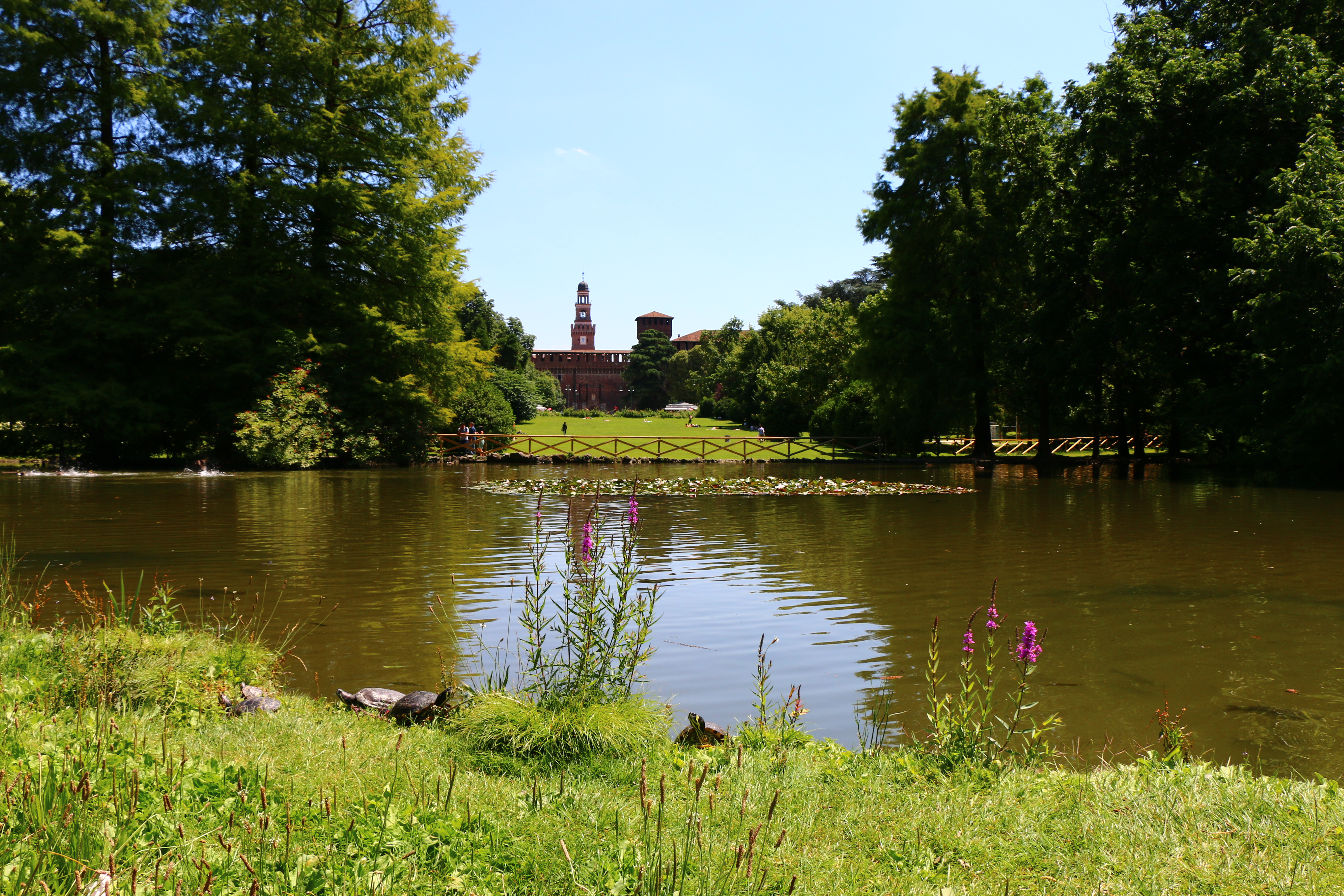
셈피오네 공원

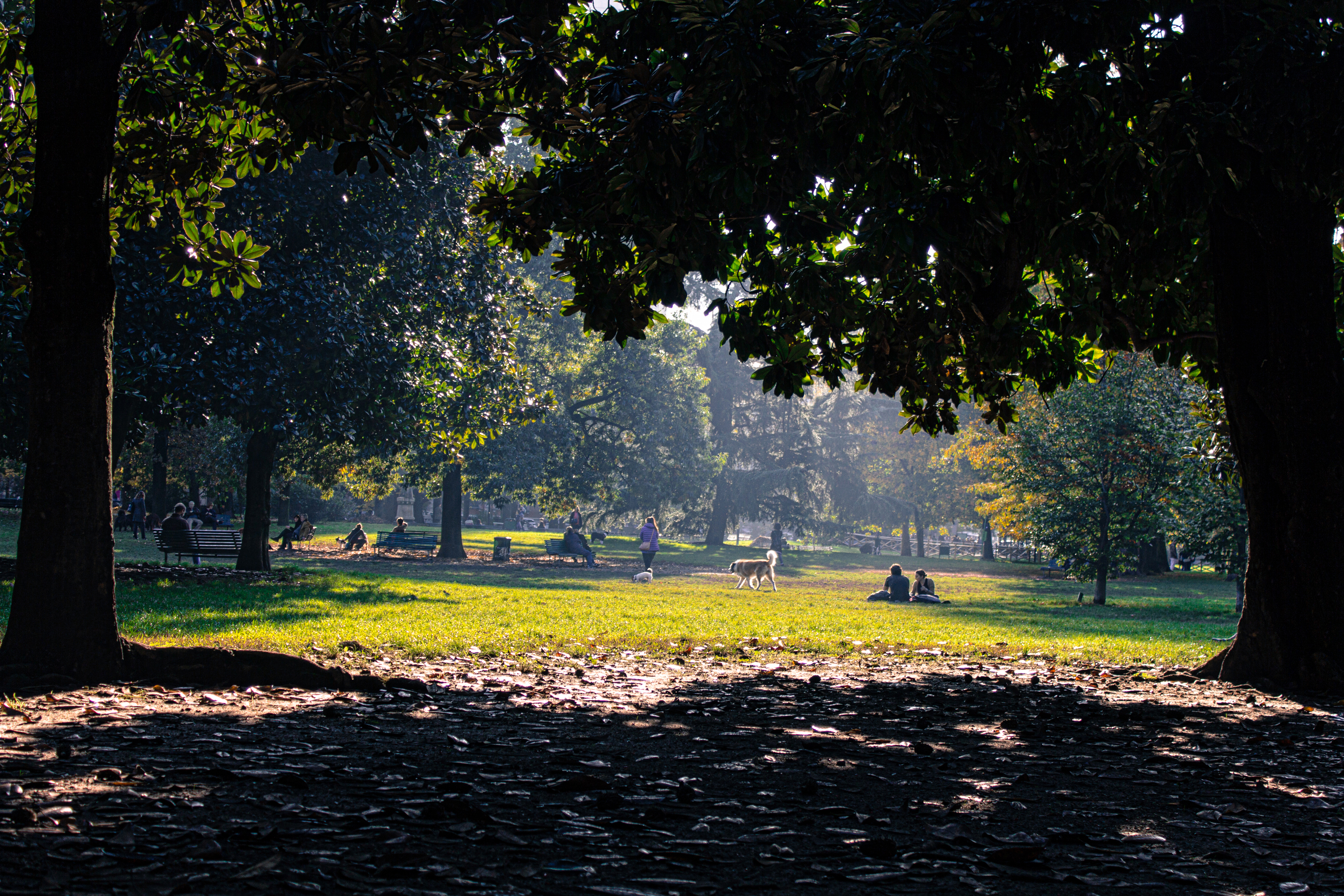
몬타넬리 정원

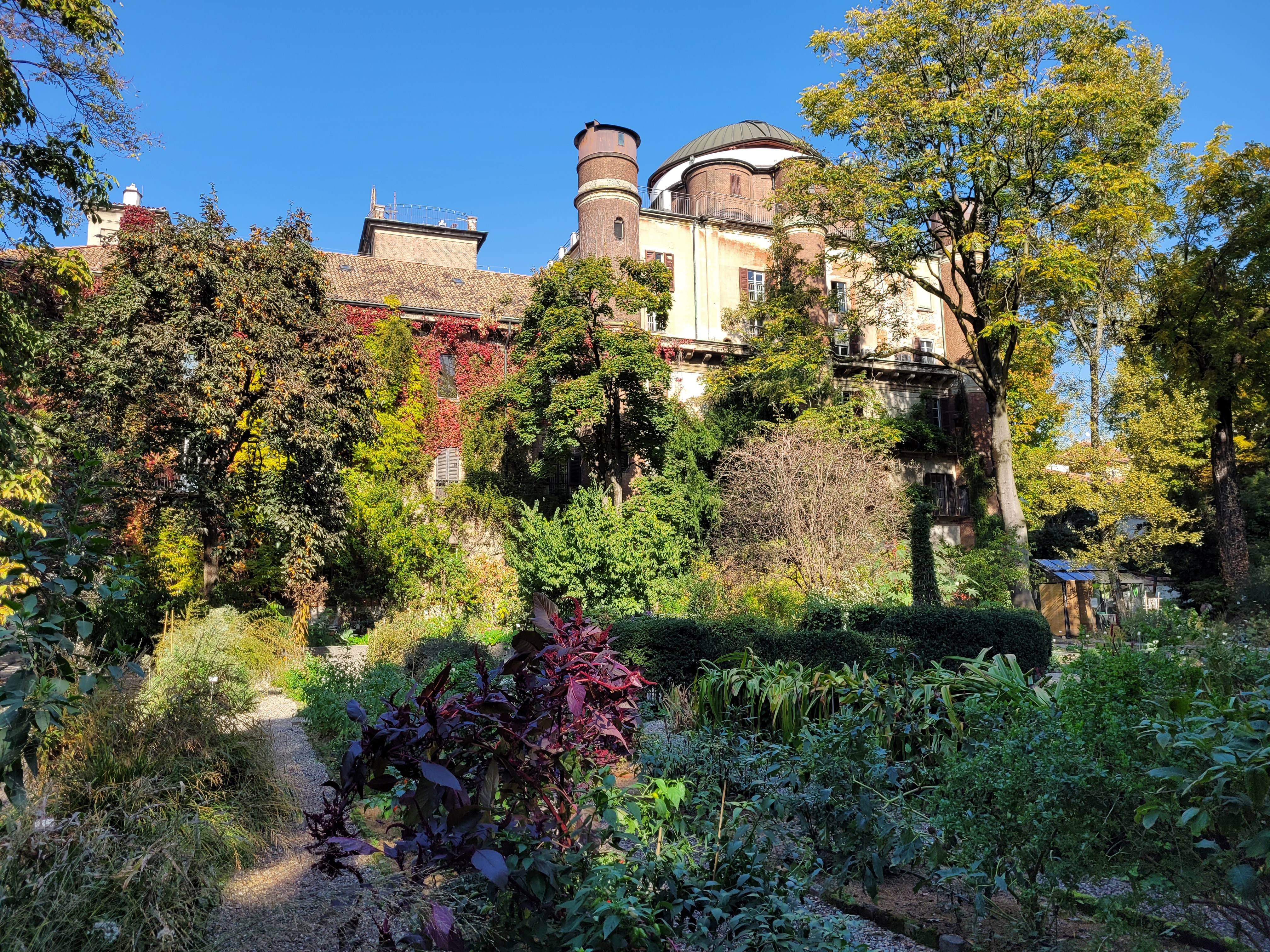
브레라 식물원

밀라노 도심부에 위치한 최대 규모의 공원으로 북서부 끝에 위치한 셈피오네 공원과 북동부에 위치한 몬타넬리 정원이 있다. 셈피오네 공원은 1890년에 조성된 영국식 정원으로서 아레나 치비카, 밀라노 시립 아쿠아리움 (유럽에서 세번째로 오래된 아쿠아리움), 철강 조망탑, 예술 전시 센터, 일본식 정원, 공공도서관 등의 시설을 갖추고 있다. 몬타넬리 정원은 18세기에 조성된 정원으로 밀라노 자연사 박물관과 플라네타리오 디 밀리노가 위치해 있다. 밀라노 도심에서 약간 떨어진 동부 지역에는 포를라니니 공원이 있으며 큰 호수와 판잣집이 보존되어 있어 옛 밀라노의 농촌 풍경을 가늠할 수 있다.
밀라노의 몬테 스텔라는 '몬타녜타 디 산 시로' (Montagnetta di San Siro), 즉 산시로 지역의 작은 산으로도 불리며, 인공적으로 조성된 언덕이자 교외 도시공원으로 자리해 있다. 몬테 스텔라는 제2차 세계 대전 시기 폭격으로 파괴된 건물 잔해와 20세기 중반에 철거된 스페인 통치기의 밀라노 성벽 잔해를 쌓아 만들었다. 높이는 25m에 불과하지만 밀라노 전체가 평지인 관계로 도시와 주변 풍경을 한눈에 볼 수 있으며, 맑은 날에는 알프스 산맥과 아펜니노 산맥을 볼 수 있다. 몬테 스텔라의 대표적인 공원으로는 '정의의 정원' (Giardino dei Giusti)가 있는데 대량학살과 반인도적 범죄에 반대하였던 유명인사들을 기리는 정원이다. 이곳에는 각 인물마다 한 그루씩 기념수목이 헌정되어 있으며, 모셰 베지스키, 안드레이 사하로프, 스베틀라나 브로즈, 피에트로 쿠치우키안 등의 이름이 남겨져 있다.
밀라노 도심부 브레라궁 뒷편에 위치한 브레라 식물원도 밀라노의 대표적인 공원으로 꼽힌다. 이곳은 대부분 직사각형 벽돌 화단으로 조성되어 있는 가운데 18세기 타원형 연못과 19세기 첨탑과 온실을 갖추고 있다. 브레라 식물원에는 유럽에서 가장 오래된 은행나무와 여러 수목의 표본이 심어져 있다. 이밖에 밀라노는 이탈리아에서도 가장 도시화가 크게 이루어진 지역임에도 불구하고 그린벨트 지역을 갖추고 있으며 도심부에도 여러 정원들을 두고 있다. 밀라노 북부와 남부의 농장과 삼림지대는 각각 '파르코 노르드 밀라노' (1975년), '파르코 아그리콜로 수드 밀라노' (1990년)이란 이름의 지역공원으로 지정되어 있다. 밀라노 서쪽에는 파르코 델레 카베 (Parco delle Cave)라 하여 자갈과 모래 채취용으로 쓰이던 부지에 인공호수와 숲을 조성한 녹지대를 두고 있다.

## 문화

### 미술

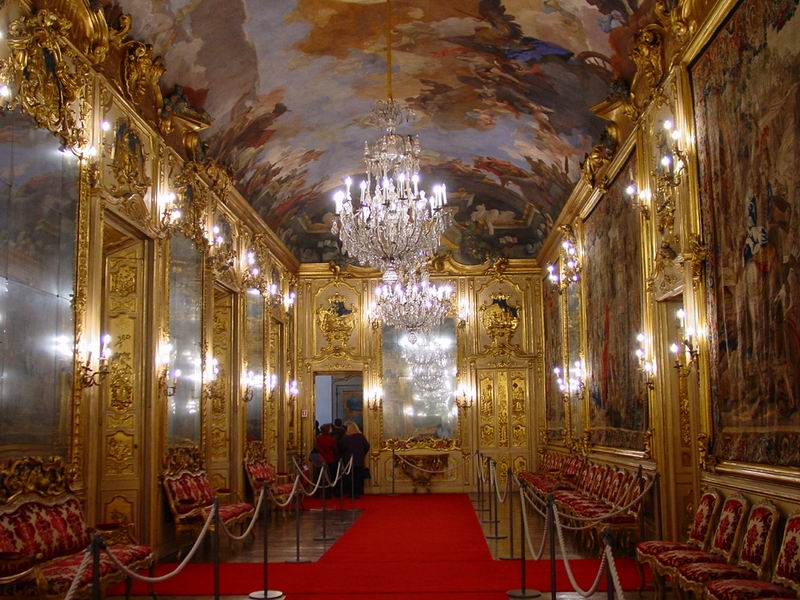
클레리치궁에 위치한 갈레리아 델리 아라치 (Galleria degli arazzi). 천장이 잠바티스타 티에폴로의 프레스코화로 장식되어 있다.

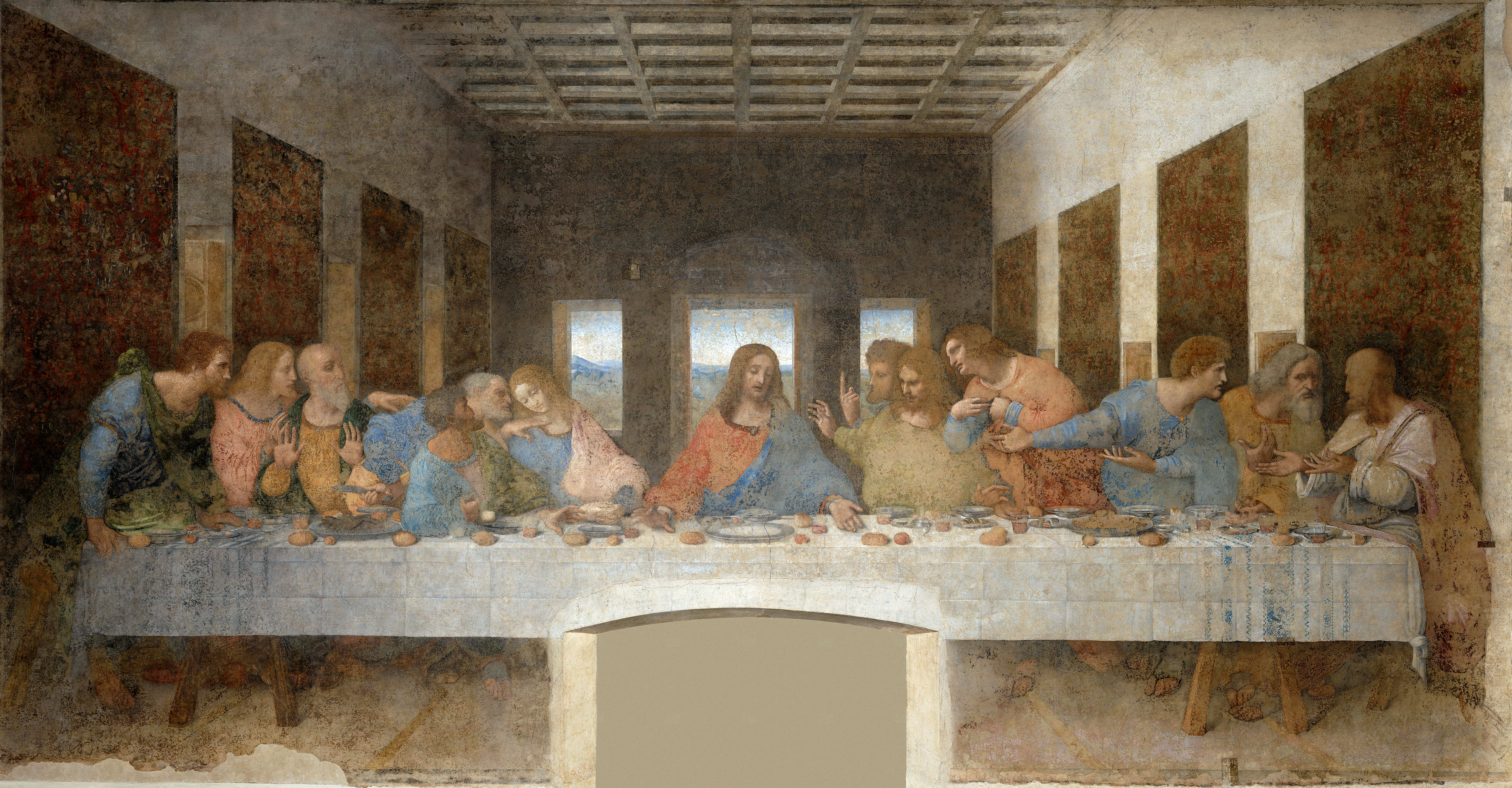
밀라노 산타 마리아 델레 그라치에 교회에 소장된 레오나르도 다 빈치의 〈최후의 만찬〉은 유네스코 세계문화유산에 등재되었다.

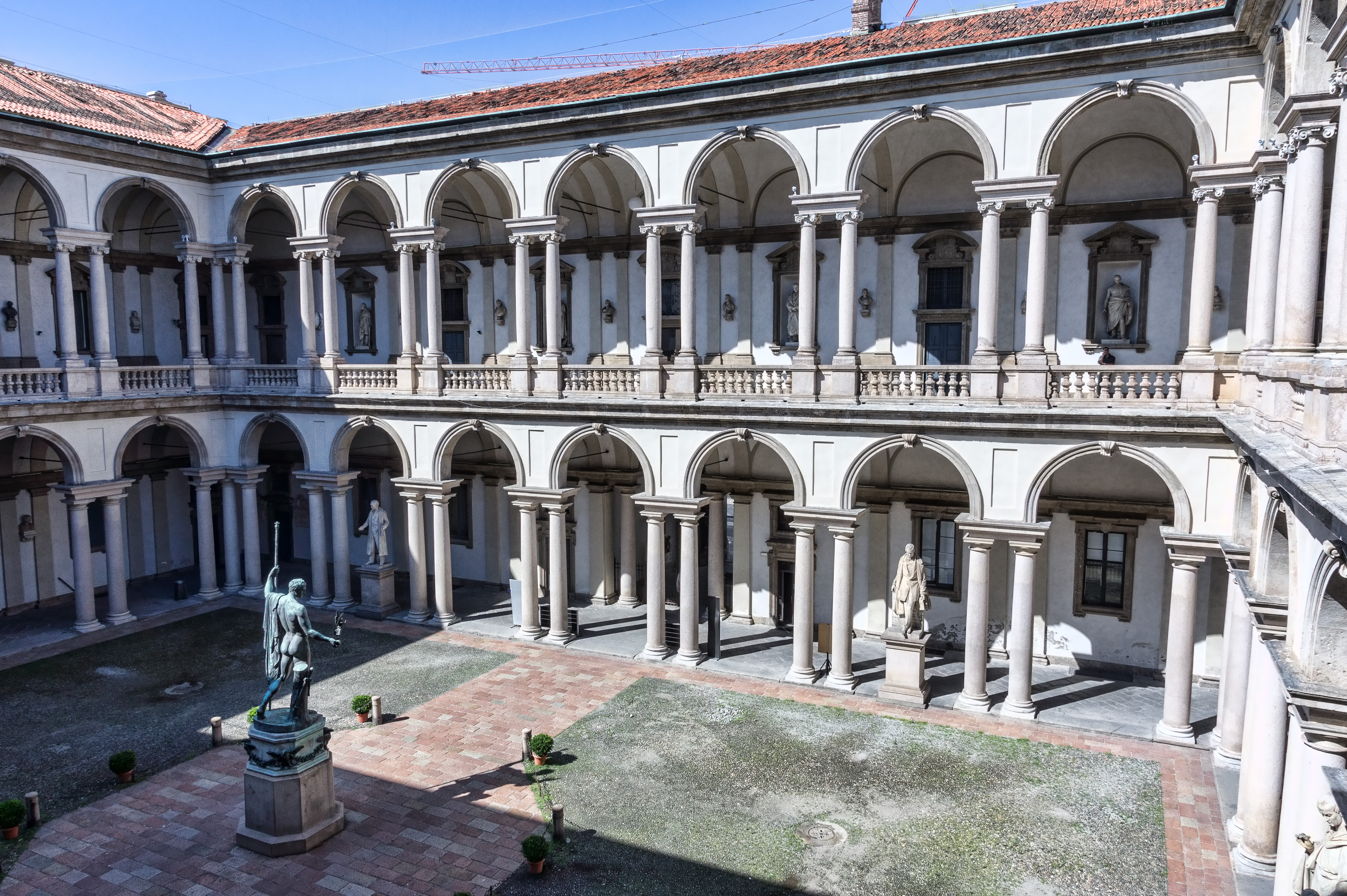
브레라 미술관

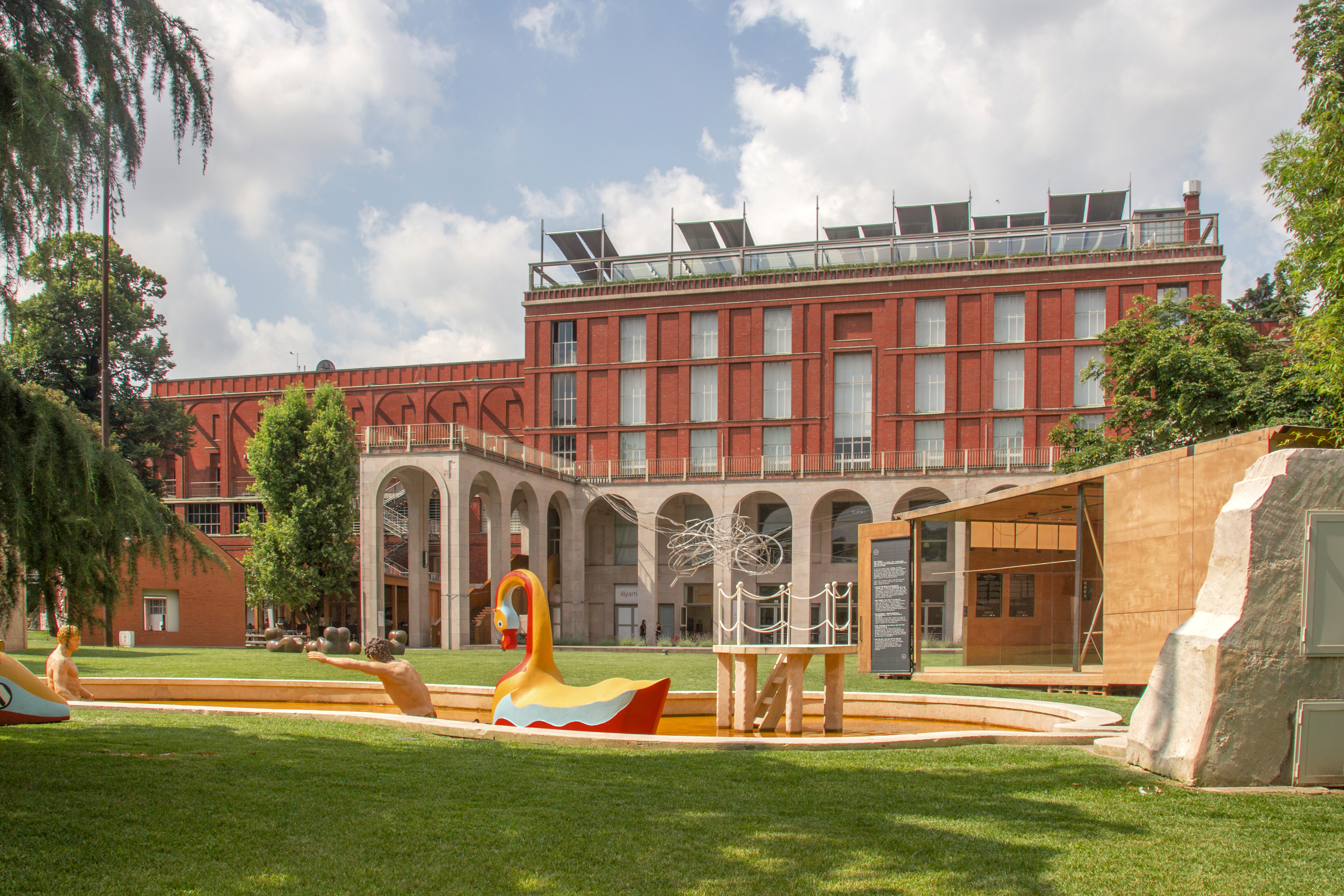
트리엔날레 디자인 미술관

밀라노에는 수많은 문화기관, 박물관, 미술관이 있으며 이탈리아 전국의 방문객 가운데 약 10%를 차지하고 있다. 밀라노의 가장 대표적인 미술관으로는 브레라 미술관이 있으며, 피에로 델라 프란체스카의 〈브레라 마돈나〉를 비롯한 이탈리아 회화의 주요 걸작들을 소장하고 있다. 스포르체스코성의 카스텔로 스포르체스코 미술관은 미켈란젤로 최후의 조각품인 론다니니 피에타, 안드레아 만테냐의 〈트리불치오 마돈나〉, 레오나르도 다 빈치의 원고〈코덱스 트리불치아누스〉를 비롯한 다양한 작품들을 소장하고 있다. 이밖에도 스포르체스코성 구역에는 고미술 박물관, 밀라노 가구 박물관, 밀라노 악기 박물관, 장식미술 박물관, 밀라노 고고학 박물관, 아킬레 베르타렐리 판화박물관 등의 여러 박물관과 미술관이 밀집해 있다.
밀라노의 구상미술은 중세 시대에 번성하였으며 비스콘티 가문이 예술가들의 후원자로 나서면서 고딕 미술과 고딕 건축을 꽃피운 도시로 탈바꿈해 나갔다. 일례로 밀라노 대성당은 이 시기에 기획된 대표적인 고딕 건축 작품이라 할 수 있다. 레오나르도 다 빈치 역시 1482년~1499년 밀라노에 머물면서 여러 작품들을 남겼는데, 성모 마리아 수태회의 의뢰로 그린〈암굴의 성모〉와 산타 마리아 델레 그라치에 교회의 일면을 장식한 벽화 〈최후의 만찬〉이 대표작이다. 17세기~18세기로 넘어오면서 밀라노 역시 바로크 미술이 전래되기 시작하였으며 영향력 있는 예술가와 건축가, 화가들이 거주하였는데 카라바조와 프란체스코 아예츠가 대표적이다. 이 시기에 제작된 작품들은 브레라 아카데미에 소장되어 있다.
19세기 이탈리아 통일을 기념하는 리소르지멘토 박물관은 발다사레 베라치의 〈닷새간의 일화〉, 프란체스코 아예츠의 〈페르디난트 1세의 초상〉이 대표적인 소장품이다. 20세기에 들어서면서 밀라노는 미래주의 운동의 중심지로 떠올랐는데, 특히 이탈리아 미래주의의 창시자인 필리포 마리네티는 1909년 미래주의 선언에서 밀라노를 "위대한 전통과 미래의 도시"로 선언한 바 있으며, 움베르토 보치오니도 밀라노를 중심으로 활동하였다. 전후 1950년대 밀라노가 경제도시로 발전하면서부터는 브루노 무나리, 루치오 폰타나, 엔리코 카스텔라니, 피에로 만초니 등의 현대미술 작가들이 활동하였다.
오늘날 밀라노는 근현대미술의 국제적인 허브도시로서 수많은 현대미술관이 운영되고 있다. 밀라노 근대미술관은 18세기부터 20세기 초까지의 이탈리아와 유럽 회화를 다수 소장하고 있다. 아렌가리오궁의 노베첸토 박물관은 이탈리아에서 20세기 미술을 전문적으로 다루는 대표적인 미술관으로 미래주의, 공간주의, 아르테 포베라를 중심으로 조명하고 있다. 90년대 초에는 데이비드 치퍼필드의 설계로 안살도 공장을 미술관으로 전환하는 '문화 박물관' (MUDEC)이 2015년 개관하였다. 갈라리에 디 피아차 스칼라는 브렌타니궁과 안기솔라궁에 소재한 근현대 미술관으로 폰다치오네 카리플로 컬렉션을 소장하고 있으며, 안토니오 카노바와 움베르토 보치오니를 비롯한 19세기 롬바르디아 지역 화가와 조각가의 작품들을 소개하고 있다. 이밖에도 프라다 재단, 앙가르비코카, 니콜라 트루사르디 재단 등 민간 재단이 주도하는 현대미술 전시가 활발히 이루어지고 있으며 전세계 작가들이 주도하는 공공 미술 프로젝트도 활발하다.

### 음악

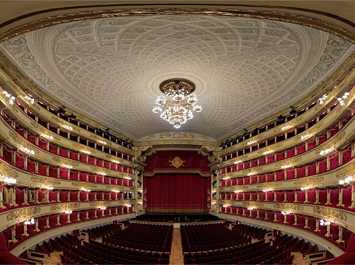
1778년 준공된 스칼라 극장은 세계에서 가장 유명한 오페라 극장 중 하나로 꼽힌다.

밀라노는 공연 예술, 특히 오페라 공연으로 이탈리아 국내외에서 이름높은 도시로 꼽힌다. 세계에서 가장 명성있는 오페라 극장으로 꼽히는 스칼라 극장이 밀라노에 자리해 있으며, 1842년 주세페 베르디의 〈나부코〉, 1904년 아밀카레 폰키엘리의 〈라 조콘다〉와 자코모 푸치니의 〈나비부인〉, 1926년 푸치니의 〈투란도트〉등 유명 오페라 작품들이 이곳에서 초연되었다. 스칼라 극장 외에도 밀라노의 대표 오페라 극장으로 아르침볼디 극장, 달 베르메 극장, 리리코 극장, 그리고 옛 레조 두칼레 극장 등이 있다.
관현악의 경우 주세페 베르디 교향악단과 베르디 국립음악원이 유명하며, 예로부터 수많은 작곡가들의 활동 중심지로 꼽힌다. 밀라노에 거주하며 활동한 대표적인 작곡가로 조세페 카이모, 시몽 부알로, 오스테 다 레조, 주세페 베르디, 줄리오 가티카사차, 파올로 케리치 등이 있었다.

### 패션과 디자인

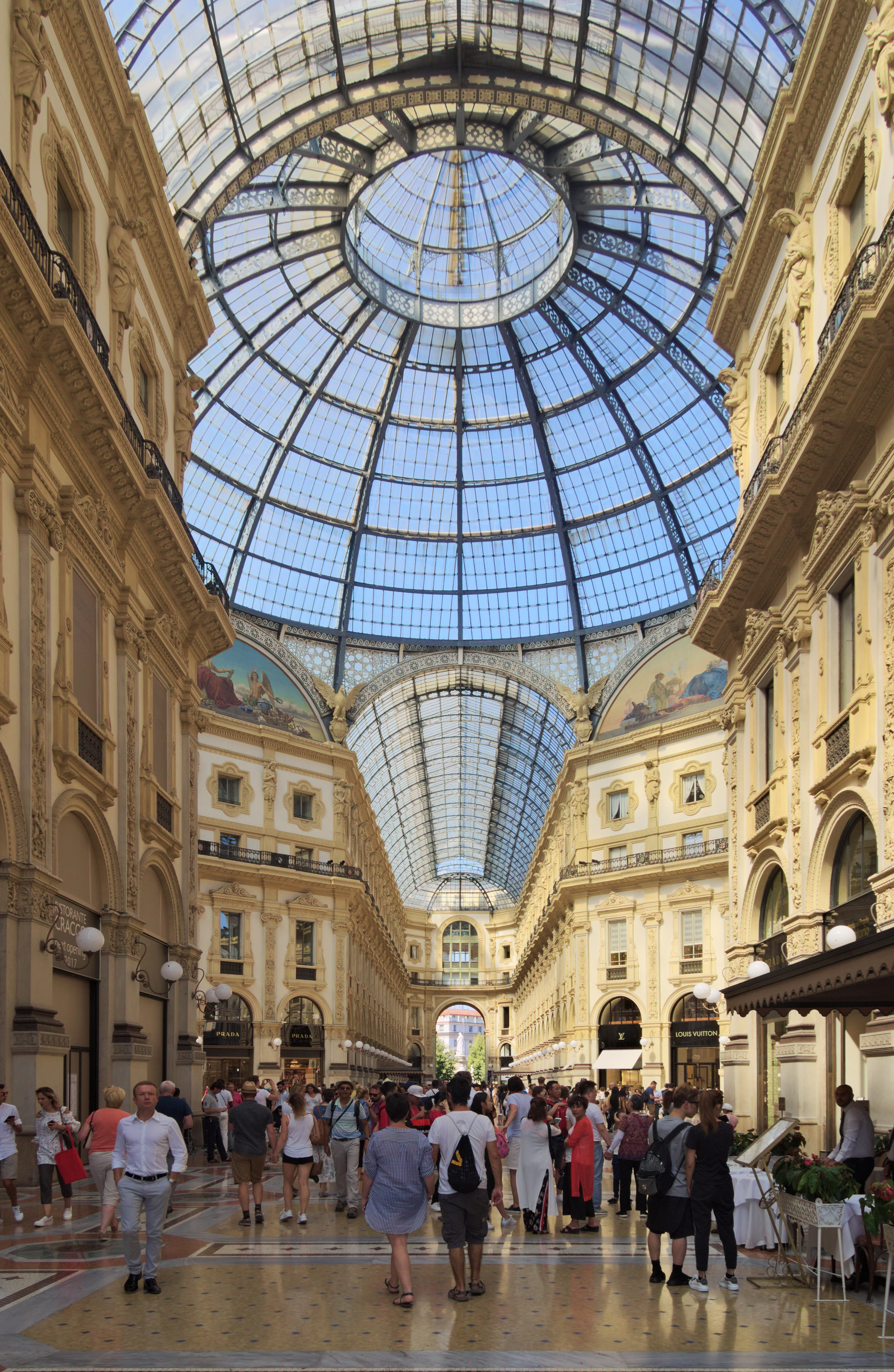
비토리오 에마누엘레 2세 갤러리아는 이탈리아에서 가장 오래된 쇼핑 아케이드로 밀라노의 명소로 꼽힌다.

밀라노는 디자인, 패션, 건축의 글로벌 수도로 평가받고 있다.  1930년대 건설된 트리엔날레는 아르테궁에 위치한 디자인 박물관이자 행사장으로 이탈리아 디자인, 도시계획과 건축, 음악과 미디어 등 미술과 산업의 조화를 접목한 시도들을 조명하고 있다. 1950년대와 1960년대 들어서부터는 이탈리아의 대표 산업도시이자 유럽에서 가장 빠르게 발전하는 도시로서 당대 디자인과 건축의 중심지로 거듭났다. 이는 통계로도 확인되는데 1952년 밀라노의 패션산업 수출규모는 7억 2600만 달러였던 것에서 1955년 725억 달러로 폭등한 것이 대표적이다. 오늘날 밀라노는 고품질의 가구 디자인과 인테리어 디자인 산업으로 여전히 이름나 있으며, 유럽에서 가장 큰 상설 무역박람회인 피에라밀라노, 전세계적으로 권위있는 국제 가구 디자인 페어인 '살로네 인테르나치오날레 델 모빌레'가 밀라노에서 개최되고 있다.
밀라노는 뉴욕, 파리, 런던과 함께 세계 패션 수도로 꼽힌다. 밀라노는 이탈리아 내에서도 프레타포르테 (고급기성복) 산업의 대명사로 꼽히고 있으며, 발렌티노, 베르사체, 프라다, 아르마니, 돌체앤가바나 등 이탈리아 패션업계의 대다수 브랜드가 밀라노에 본사를 두고 있고 전세계 패션 브랜드도 밀라노에 매장을 운영하고 있다. 나아가 밀라노는 국제 패션계에서 가장 중요한 행사로 꼽히는 밀라노 패션 위크를 1년에 두 차례씩 개최하고 있다. 밀라노를 대표하는 고급 패션 구역으로 콰드릴라테로 델라 모다 (quadrilatero della moda)가 있는데, 이는 밀라노에서도 명성 높은 패선거리인 몬테 나폴레오네가, 스피가가, 산탄드레아가, 만초니가, 베네치아로 등과 세계에서 가장 오래된 쇼핑몰로 꼽히는 비토리오 에마누엘레 2세 갤러리아를 아우르는 용어이기도 하다. 한편 밀라노의 세련된 노년 여성의 옷차림과 일상을 표현하는 단어로 '스키우라' (sciura)가 있다.

### 요리

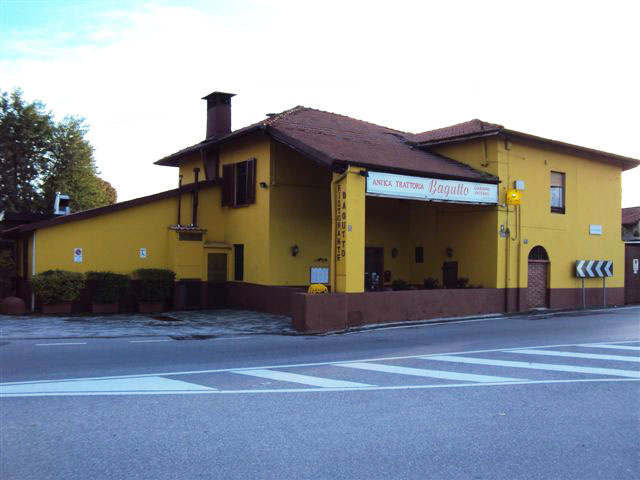
밀라노의 안티카 트라토리아 바구토는 이탈리아에서 가장 오래된 식당이자 유럽에서 두번째로 오래된 식당으로 유명하다.

이탈리아 여느 도시가 그렇듯 밀라노도 고유의 음식문화를 발전시켜 왔는데, 북이탈리아 요리에서 흔히 볼 수 있는 바와 같이 파스타 대신 쌀을, 식물성 기름 대신 버터를 더 사용하며, 토마토나 생선은 거의 사용하지 않는 것이 특징이다. 밀라노의 전통 요리로는 송아지고기로 만든 커틀릿 요리인 코톨레타 알라 밀라네세 (Cotoletta alla milanese), 돼지갈비찜과 소시지에 사보이양배추를 곁들인 카설라 (cassoeula), 송아지 정강이찜에 그레몰라타 소스를 뿌려 먹는 오소부코 (ossobuco), 사프론을 쓰는 리소토 알라 밀라네세 (risotto alla milanese), 곱창에 콩을 곁들인 부세카 (busecca), 버터에 남은고기로 만든 미트볼 요리인 몬데길리 (mondeghili), 소고기나 돼지고기를 와인, 감자와 함께 찐 브라사토 (brasato) 등이 있다.
특정 기간에 먹는 빵 요리로는 우선 카니발 기간에 먹는 납작 튀김과자 키아키에레 (chiacchiere), 동그란 쿠키인 토르텔리 (tortelli), 부활절에 먹는 비둘기 모양의 케이크 콜롬바 (colomba), 위령의 날에 먹는 시나몬 쿠키인 파네 데이 모르티 (pane dei morti, 죽은 자의 빵), 크리스마스에 먹는 파네토네가 있다. 이밖에 밀라노의 살라미는 고운 곡물이 들어간 살라미로 이탈리아 전역에 판매되고 있으며, 밀라노의 대표 치즈로는 고르곤졸라, 마스카르포네, 탈레조, 콰티로 등이 있다.
밀라노 도심에서 남동부 방면으로 약 40km 떨어진 지점에 위치한 산콜롬바노알람브로는 1km² 면적의 포도밭을 두고 레드와인을 생산하는 마을로서 이탈리아의 원산지 표시제도인 DOC의 인증을 받은 마을이다. 산콜롬바노 DOC 인증을 받기 위해서는 최소 알코올도수가 11%여야 한다는 조항이 있다.
밀라노는 세계적인 레스토랑과 카페를 둔 도시로도 잘 알려져 있다. 2014년 기준 밀라노에서 미쉐린 스타를 받은 레스토랑은 총 157곳에 달하며 그 가운데 3곳인 크라코, 사들레르, 일루오고 디 아이모 에 나디아는 2스타에 해당된다. 밀라노 도심부의 브레라지구와 나빌리지구에는 유서깊은 레스토랑과 바가 밀집해 있는데, 그 중에서도 안티카 트라토리아 바구토는 1284년에 개업하여 이탈리아에서 가장 오래된 식당이자 유럽에서 두번째로 오래된 식당으로 꼽힌다. 밀라노에서 가장 오래된 카페인 카페 코바도 1817년에 개업하여 200년의 역사를 자랑하는 카페로 유명하다. 이들을 비롯해 최소 70년 이상 영업하여 이탈리아 사적지로 등재된 곳은 총 15곳에 달한다.

## 교통

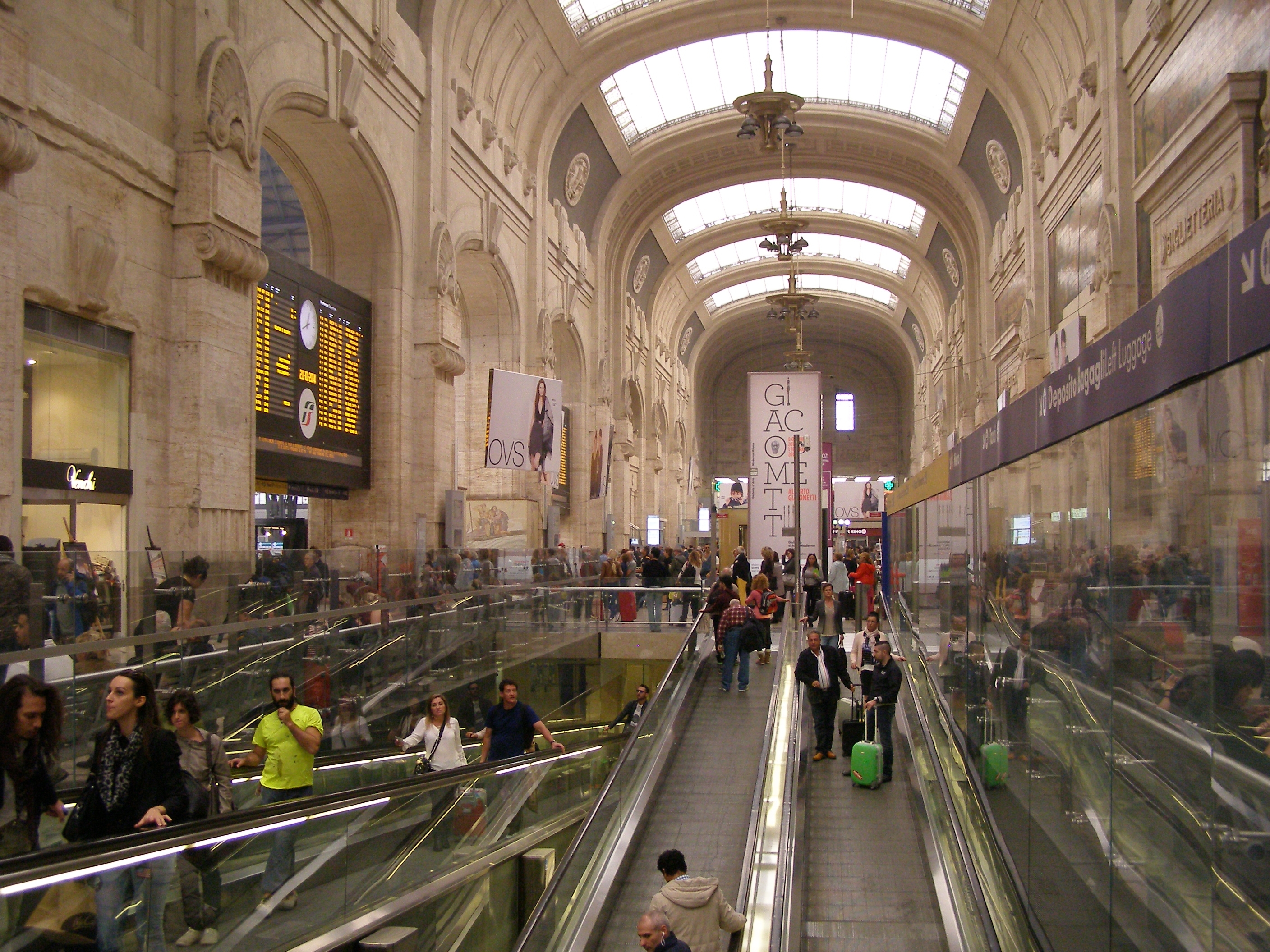
밀라노 첸트랄레역

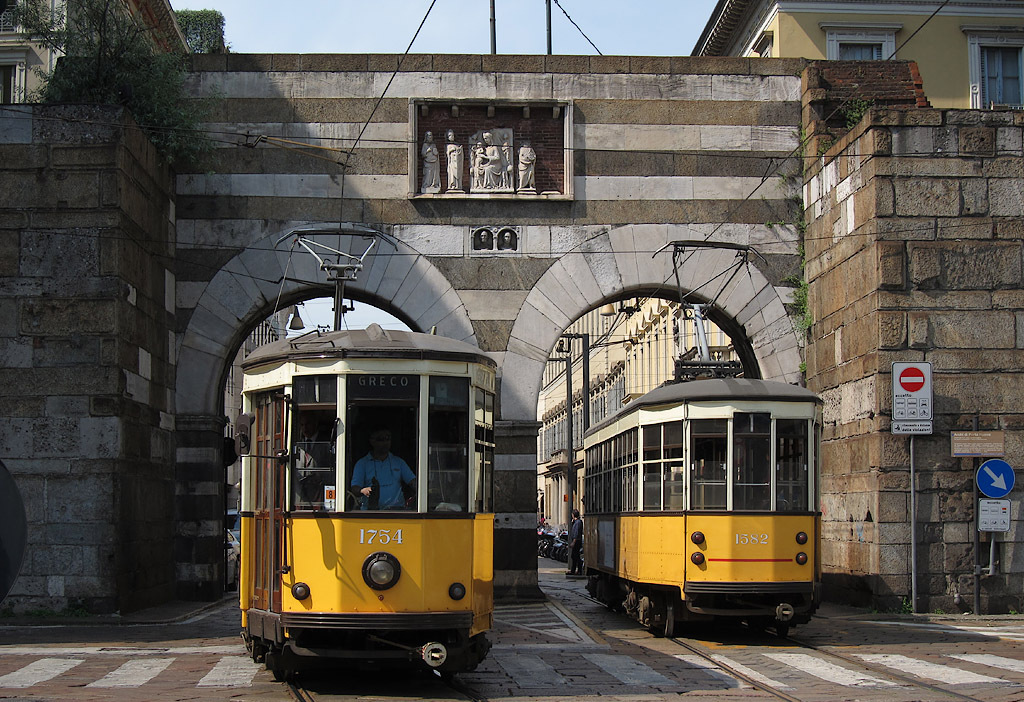
ATM이 운영하는 트램

밀라노 지하철은 이태리에서 가장 길고, 빠른 환승 체계이다.

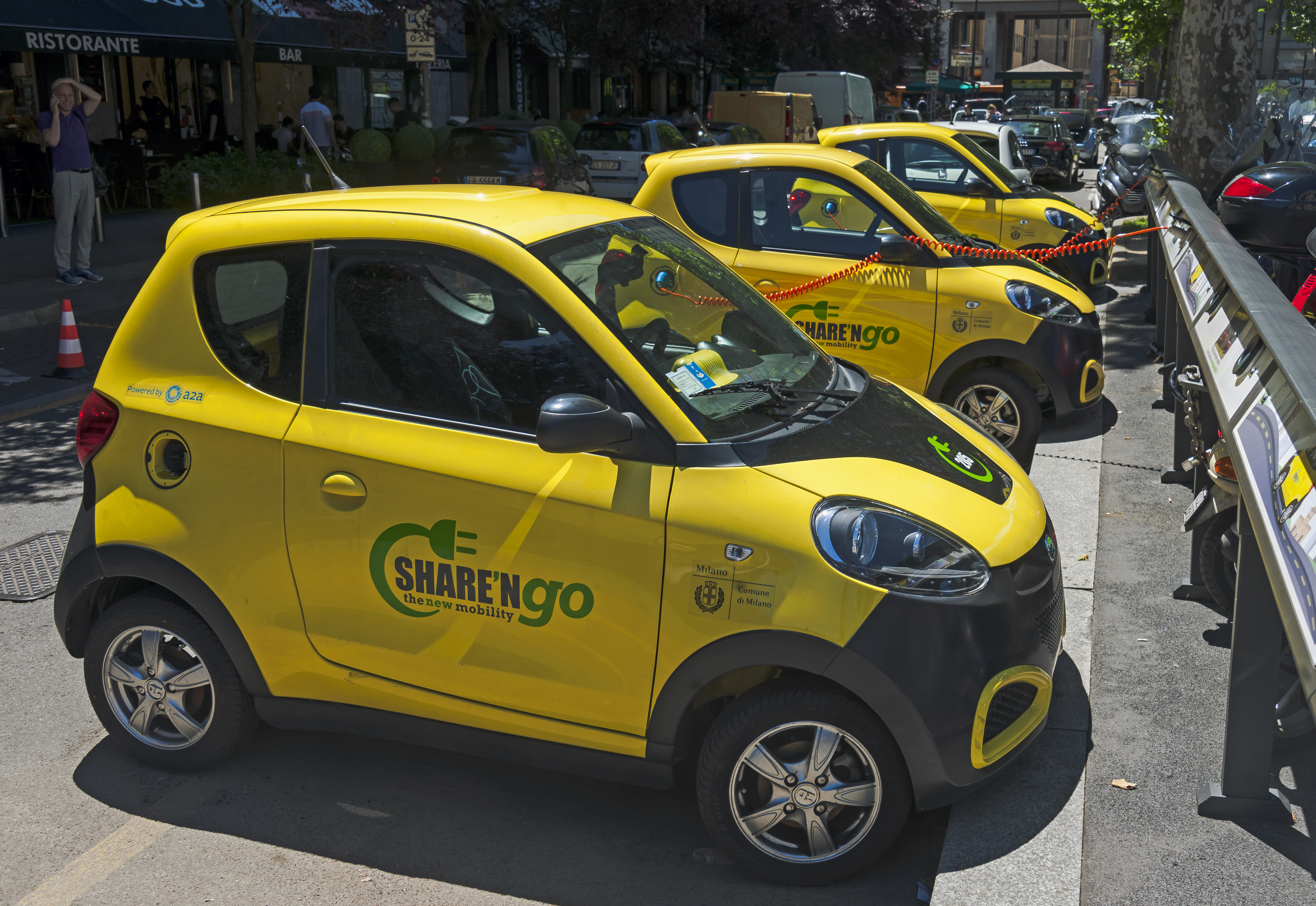
쉐에앤고 차량, 두카 다오스타 광장

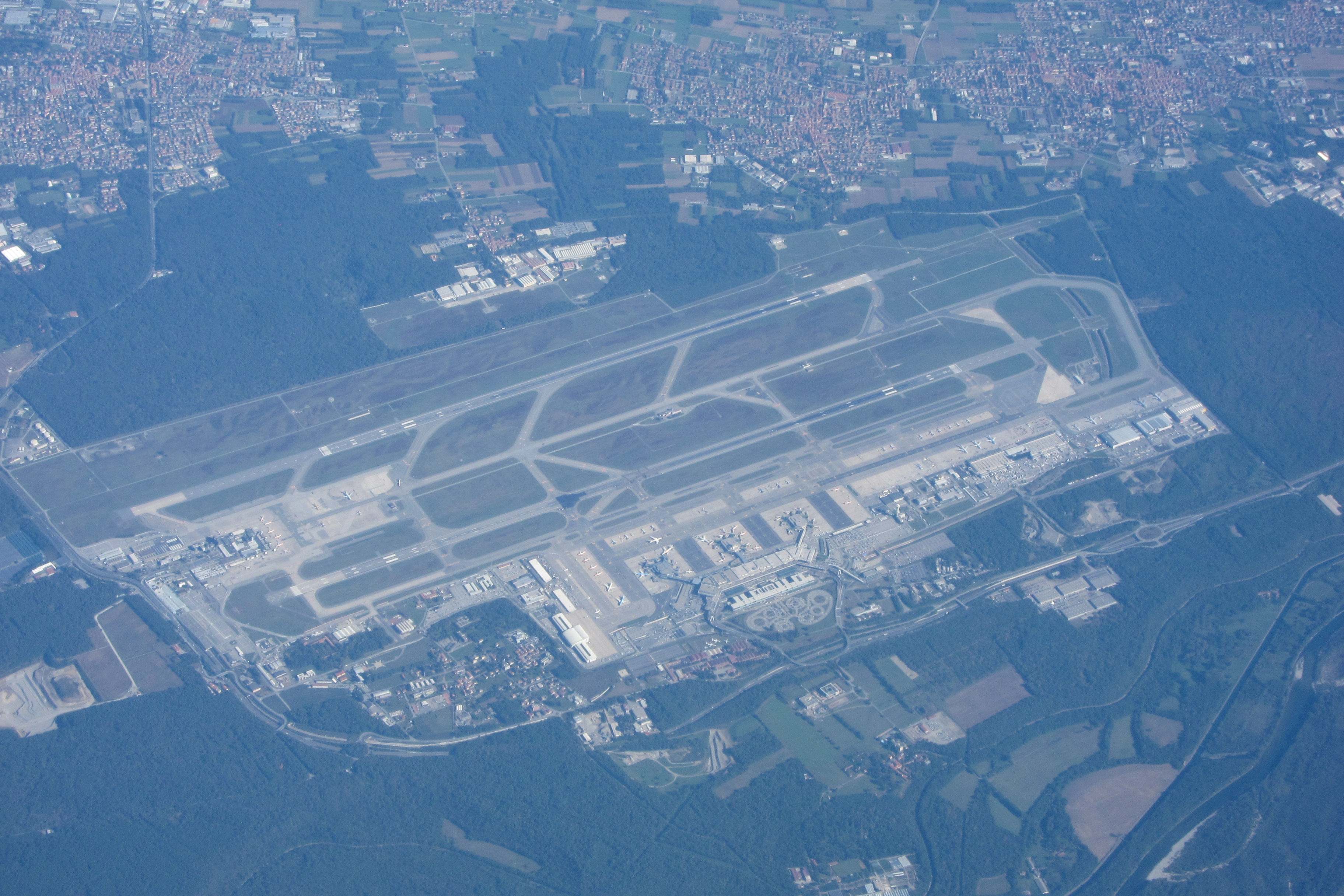
말펜사 공항

밀라노는 이탈리아와 남부 유럽의 주요 교통 중심지 중 하나이다. 밀라노 중앙역은 이탈리아에서 두 번째, 유럽에서 여덟 번째로 붐비는 기차역이다. 말펜사 공항, 리나테 공항과 오리오 알 세리오 공항은 이탈리아에서 가장 큰 대도시인 밀라노 광역권의 수요를 담당하고 있다.
밀라노 교통공사 (ATM, Azienda Trasporti Milanesi)은 밀라노 시립 운송 회사이다. 5개의 지하철 노선, 18개의 트램 노선, 131개의 버스 노선, 4개의 무궤도 전차 노선, 1개의 인력 이동 노선을 운영하며, 2018년에는 약 7억 7,600만 명의 승객을 수송했다. 전체 교통망의 규모는 1,500여 km에 달하며 46개 지자체에 도달한다. ATM은 대중교통 외에 자전거 공유와 카셰어링 시스템을 포함한 교환 주차장과 기타 운송 서비스를 관리한다.

### 철도

#### 도시철도
밀라노 지하철은 도시와 주변 지자체에 서비스를 제공하는 빠른 대중교통 시스템이다. 지하철의 규모는 총 연장 101km, 113개 역으로 구성되어 있으며, 대부분이 지하에 있다. 일일 이용 승객 수는 115만 명으로, 이탈리아에서 가장 크고, 유럽에서 가장 크다.
트레노르드가 운영하는 밀라노 교외 철도 서비스는 대도시 지역과 도심을 연결하는 12개의 S 노선으로 구성되며 모든 지하철 노선으로 환승이 가능하다. 대부분의 S 노선은 일반적으로 밀라노 파산테선이라 불리는 밀라노 시내의 직통 노선을 통과하며 중앙 지하 구역에서 4~8분 간격으로 2층 열차가 운행된다.

#### 국내외 일반 열차
연간 1억 2천만 명의 승객이 이용하는 밀라노 중앙역은 유럽에서 가장 크고, 8번째로 붐비는 기차역이며, 이탈리아에서는 로마에 이어 두 번째로 붐비는 기차역이다. 밀라노 카도르나역과 밀라노 포르타 가리발디역은 각각 이탈리아에서 7번째와 11번째로 붐비는 역이다. 2009년 말부터 두 개의 고속열차 노선이 밀라노와 로마, 나폴리, 토리노를 연결한다. 이탈리아의 다른 주요 도시와의 이동 시간이 상당히 단축된다. 제노바와 베로나를 향하는 추가 고속 노선이 건설 중이다. 밀라노는 니스, 마르세유, 리옹, 파리, 루가노, 제네바, 베른, 바젤, 취리히 및 프랑크푸르트로 가는 국제 직행열차와 파리와 디종(Thello), 뮌헨 및 비엔나(ÖBB)로 가는 야간 침대 서비스가 제공된다.
밀라노는 롬바르디아 지역 기차 네트워크의 핵심이기도 하다. 지역 열차는 레노르드(밀라노 카도르나에서 출발)와 트레니탈리아(밀라노 첸트랄레 및 밀라노 포르타 가리발디에서 출발)에 의해 두 가지 다른 시스템으로 운영되었다. 2011년부터 새로운 회사인 트레노르드는 롬바르디아에서 트레니탈리아와 레노르드 지역 열차를 모두 운영하여 매일 50개 이상의 노선에서 750,000명 이상의 승객을 태우고 있다.

### 버스와 트램
도시 트램 네트워크는 약 160km의 트랙과 18개 노선으로 구성되어 있으며, 유럽에서 가장 진보된 경전철 시스템이다. 버스 노선은 1,070km 이상을 운행한다. 밀라노에는 민간 회사가 운영하고, 밀라노 시의회에서 허가한 택시 서비스도 있다. 이 도시는 또한 북부 이탈리아의 모든 주요 고속도로가 연결되는 국도 네트워크의 핵심 노드이다. 수많은 장거리 버스 노선이 밀라노와 롬바르디아 및 이탈리아 전역의 다른 많은 도시와 마을을 연결한다.

### 항공
밀라노 대도시 지역에는 3개의 국제 공항이 있으며, 2018년에는 총 약 4,700만 명의 승객이 이용했다.
- 말펜사 공항은 2018년에 2,470만 명의 승객이 이용했던 이탈리아에서 두 번째로 분주한 공항이며, 화물과 화물운송 부문에서 이탈리아에서 가장 분주한 공항으로, 2018년에 약 600,000톤의 국제 화물을 처리했다. 말펜사는 밀라노 시내에서 45km 떨어져 있으며, 말펜사 익스프레스 철도 서비스로 도시와 연결되어 있다.[98]
- 리나테 공항은 밀라노의 도시 공항으로, 현재 국내선과 단거리 국제선에 주로 사용되며 2018년에는 920만 명의 승객에게 서비스를 제공했다. 리나테 공항은 이탈리아 국적 항공사인 알리탈리아의 두 번째로 큰 거점이다.[99]
- 오리오 알 세리오 공항(Orio al Serio Airport)은 베르가모 타운 근처에서 약 50km 떨어진 곳에 위치해 있고, 주로 밀라노의 저가 교통을 제공하며 라이언에어(2018년 1,290만 승객)의 주요 기지이다.[100]

마지막으로 브레소 비행장은 에어로 클럽 밀라노에서 운영하는 일반 항공 공항이다.

### 자전거
자전거는 밀라노에서 점점 더 중요한 교통수단이 되고 있다. 2008년부터 교통체증과 대기오염을 방지하기 위해 도시 전역에 자전거 도로망을 구축하기 시작했다. 2019년 COVID 전염병 동안 지하철 점거에 대한 압박을 완화하기 위해 35km의 자전거 도로가 단기간에 실현되었다. 자전거 공유 시스템 BikeMi는 거의 모든 도시에 배포되었으며 인기가 높아지고 있다. 스테이션이 없는 상업용 자전거와 스쿠터 공유 시스템은 널리 사용 가능하다.

## 스포츠
밀라노에서 가장 인기있는 스포츠는 축구이며, 세계적으로 유명한 축구팀인 AC 밀란과 FC 인테르나치오날레 밀라노의 연고지이다. 이 두 팀 간의 경기는 특별히 데르비 델라 마돈니아라고 불리며, 축구팬들의 큰 관심의 대상이다.
코르티나담페초와 함께 2026년 동계 올림픽을 공동으로 개최할 예정이다.

## 같이 보기
- 비알레 블리니 (밀라노)
- 주 밀라노 총영사관
- 밀라노 대도시권 (Milan metropolitan area)
- 밀라노 광역시 (Metropolitan City of Milan)
- 밀라노도 (Province of Milan)
- 밀라노 대학교
- 밀라노의 행정 구역 (Municipalities of Milan)
- 비알레 블리니 (밀라노) (Viale Bligny Milan)
- 밀라노 제5회 삼년전 (Triennale di Milano)